# Reine du ciel
Reine du ciel (en latin Regina Caeli) est un titre donné à Marie, mère de Jésus, par les chrétiens principalement de l'Église catholique et l'Église orthodoxe et dans une certaine mesure par l'anglicanisme et certaines Églises évangéliques luthériennes telles que l'Église de Suède. Le titre est une conséquence du premier concile d'Éphèse au Ve siècle, dans lequel Marie fut proclamée « Théotokos », titre traduit en latin par Mater Dei, en français « Mère de Dieu ».
L'enseignement catholique sur ce sujet est exprimé dans l'encyclique Ad caeli Reginam, publiée par le pape Pie XII. Il est dit que Marie s'appelle Reine du ciel (en) parce que son fils, Jésus-Christ, est « le roi d'Israël et le roi céleste de l'univers » et que la tradition davidique d'Israël reconnaissait la mère du roi comme la reine mère d'Israël.
Le titre de « Reine du ciel » a longtemps été une tradition catholique, incluse dans les prières et la littérature de dévotion, et apparaissant dans l'art occidental dans le sujet du couronnement de la Vierge, depuis le haut Moyen Âge, bien avant que l'Église ne lui en donne une définition formelle.

## Historique

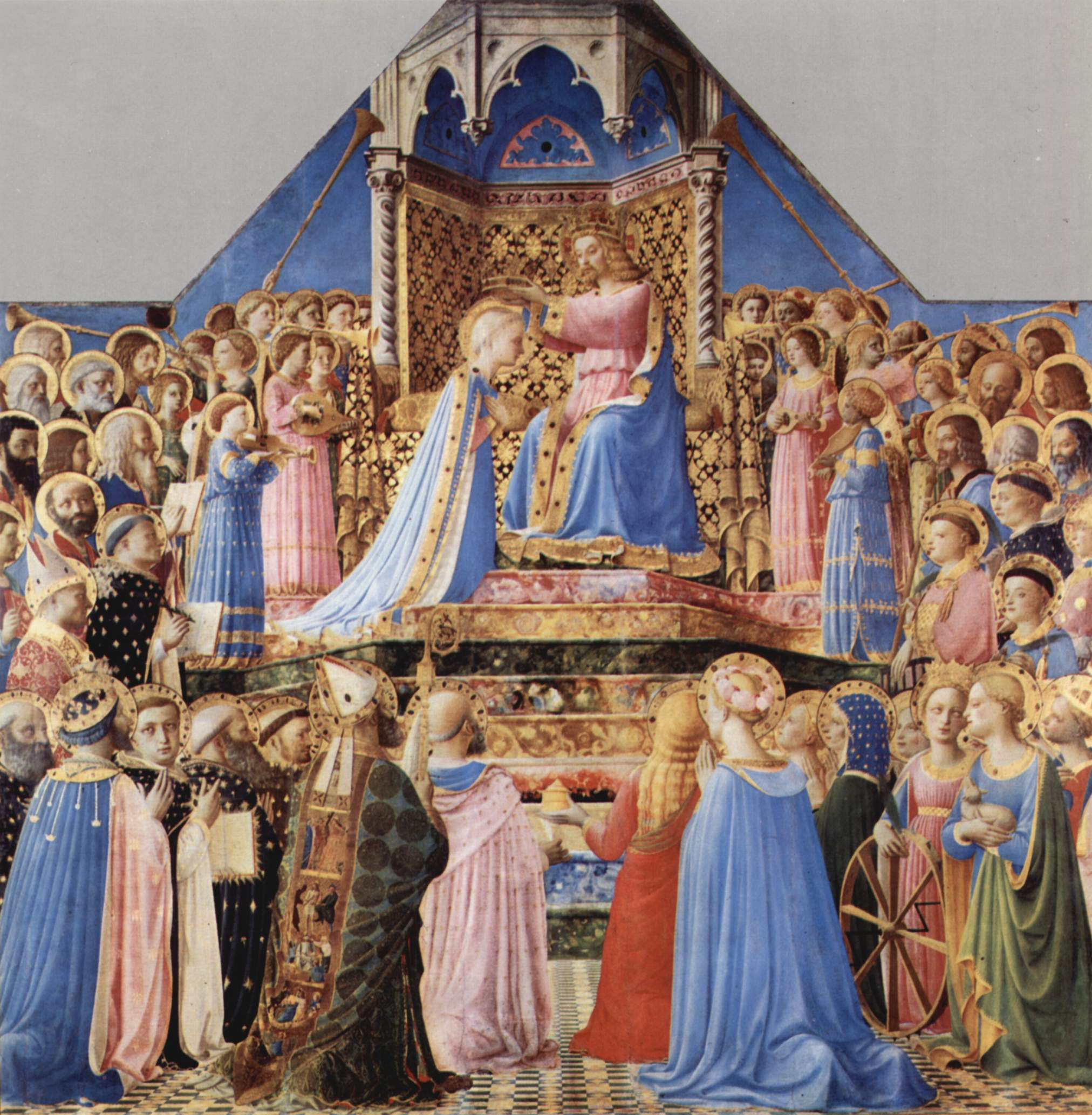
Le Couronnement de la Vierge par Fra Angelico (XVe siècle).

Au IVe siècle, saint Éphrem a appelé Marie « Dame » et « Reine ». Plus tard, les Pères de l'Église et les Docteurs de l'Église ont continué à utiliser ce titre. Un texte venant probablement d'Origène (mort vers 254) lui donne le titre de « Domina », la forme féminine du Dominus latin (Seigneur). Ce même titre apparaît également dans de nombreux autres premiers écrivains, par exemple saint Jérôme et Pierre Chrysologue. La première définition mariologique et la base du titre de « Marie Reine du ciel » se sont développées au concile d'Éphèse, où Marie a été définie comme étant la Mère de Dieu. Les pères conciliaires ont expressément approuvé cette version contre l'opinion selon laquelle Marie n'est « que » la mère de Jésus : « Personne n'a participé plus à la vie de son fils que Marie, qui a donné naissance au Fils de Dieu ».
Le mot de « reine » est commun pendant et après le VIe siècle. Les hymnes du XIe siècle au XIIIe siècle traitent de Marie comme reine : « Salut, Reine sainte », « Salut, Reine du ciel », « Reine du ciel ». Le chapelet dominicain et la couronne franciscaine intègrent de nombreuses invocations dans leurs litanies invoquant la royauté de Marie. Pendant des siècles, Marie a été invoquée comme la « Reine du ciel ».

## Fondements théologiques

### Sources bibliques

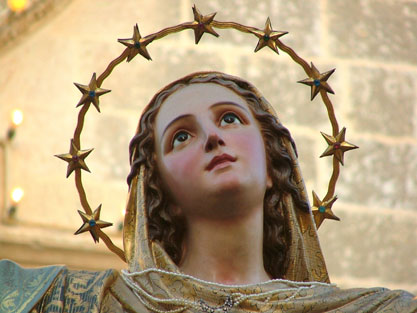
Une statue de l'Assomption de Marie couronnée de 12 étoiles. Une référence à la vision biblique décrite dans le livre de l'Apocalypse chap 12. Statue à Attard (Malte).

Dans la Bible hébraïque, sous certains rois davidiques, la Gebirah (en), la « grande dame », généralement la mère du roi, détenait une grande puissance en tant qu'avocate auprès du roi. Dans 1R 2,20, Salomon dit à sa mère Bethsabée, assise sur un trône à sa droite, « Fais ta demande, Mère, car je ne te refuserai pas ». William G. Most y voit une sorte de Marie.
Dans le Nouveau Testament, ce titre (de reine) a plusieurs sources bibliques. À l'Annonciation, l'archange Gabriel annonce que [Jésus] « ... sera grand et sera appelé le Fils du Très-Haut; et le Seigneur Dieu lui donnera le trône de son père David. Il dominera la maison de Jacob pour toujours et son règne sera sans fin ». (Lc 1,32). Le précédent biblique dans le royaume d'Israël  est que la mère du roi devient la reine mère. La royauté de Marie est intégrée dans la royauté de Jésus.
L'Église catholique reconnaît Marie comme étant « la femme revêtue de soleil » dans Apocalypse 12,1-3: « Un grand et merveilleux signe est apparu dans le ciel : une femme vêtue de soleil, avec la lune sous ses pieds et une couronne de douze étoiles sur la tête. Elle était enceinte et a crié de douleur alors qu'elle était sur le point d'accoucher. Un autre signe est alors apparu au ciel : un énorme dragon rouge à sept têtes et dix cornes et sept couronnes sur la tête ». L'Église accepte le chapitre 12 de l'Apocalypse comme étant une référence à Marie, Israël et à l'Église ; comme un symbole à trois volets du livre d'Isaïe et affirme que Marie est la mère de Jésus comme l'accomplissement prophétique décrit dans Apocalypse 12 (cf. Es 7,14;  Es 26,17, Es 54,1, Es 66,7).
Dans la Bible hébraïque, le terme « reine du ciel » apparaît dans un contexte sans rapport avec Marie. Le prophète Jérémie écrit vers 628 av. J.-C. fait référence à une « reine des cieux » aux chapitres 7 et 44 du livre de Jérémie lorsqu'il réprimande le peuple pour avoir « péché contre le Seigneur » en raison de ses pratiques idolâtres consistant à brûler de l'encens, à faire des gâteaux, et lui versant des offrandes de boissons. Ce titre a probablement été attribué à Ashera, une idole et déesse canaanite vénérée dans le royaume d'Israël et dans le royaume de Juda,.
Le Proto-Évangile de Jacques raconte que, lorsque Marie, à l'âge de trois ans, fut envoyée au temple par ses parents, un cortège de jeunes filles vierges, tenant des cierges deux par deux, l'accompagnèrent jusqu'à sa destination. Là la reçut le prêtre qui, après l'avoir embrassée, la bénit et s'écria : — Le Seigneur a rendu ton nom grand devant toutes les générations, car à la fin des temps il manifestera en toi sa rédemption à ses enfants d'Israël. Ainsi, la prophétie du Psaume 45 s'est réalisée, selon laquelle la mariée serait présentée au roi par une suite d'autres vierges. Les premiers versets parlent du plus beau de tous les enfants des hommes, plein de grâces et de bénédictions éternelles, le héros défenseur de la vérité et de la justice, c'est Jésus-Christ, le Messie et fils de Dieu. Le verset 10 désigne cette soi-disant reine vierge comme étant à la droite du roi, ce qui a un symbolisme de grand honneur. Les versets 14 et 15, tels qu'interprétés par saint Maxime, racontent comment la fille de ce roi, qui s'était révélée auparavant comme Dieu lui-même (v. 7), s'est présentée à lui toute belle, avec des vêtements brodés d'or et des vêtements multicolores, plus tôt. (v.12) il est exposé que la beauté de la Vierge enchante le Roi, son Père, ce qui nous montre que la beauté et le luxe de ses vêtements représentent les différentes couleurs de ses diverses vertus et la valeur précieuse, comme de l'or, de toutes ses qualités, dont il s'est paré tout au long de sa croissance.

### Fondements théologiques
« Reine du ciel » ((la) Regina Caeli) est l'un des nombreux titres de « reine » de Marie, mère de Jésus. Le titre dérive en partie de l'ancien enseignement catholique selon lequel Marie, à la fin de sa vie terrestre, a été physiquement et spirituellement élevée au ciel et qu'elle y est honorée en tant que reine,.

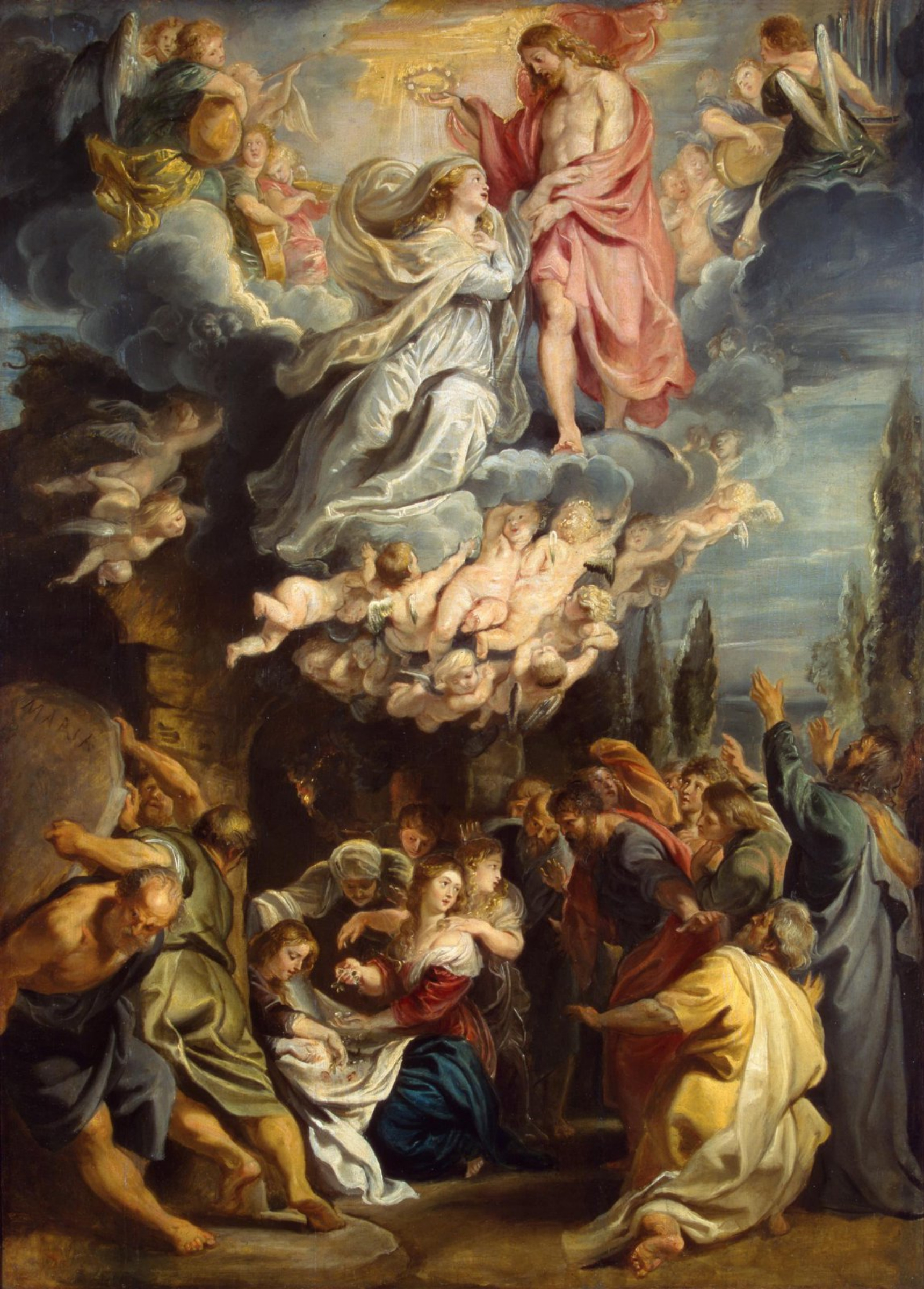
Le Couronnement de la Vierge par Pierre Paul Rubens (XVIIe siècle).

Dans un message radio adressé à Fátima le 13 mai 1946, le pape Pie XII expliqua les raisons théologiques de son titre de reine :

« Lui, le Fils de Dieu, reflète sur sa Mère céleste la gloire, la majesté et la domination de sa royauté, car, ayant été associée au Roi des martyrs dans le travail de rédemption humaine en tant que mère et coopératrice, elle Lui reste associée à jamais, avec un pouvoir pratiquement illimité, dans la distribution des grâces qui découlent de la Rédemption. Jésus est Roi de toute éternité, par nature et par droit de conquête : par lui, avec lui et subordonnée à lui, Marie est reine par grâce, par relation divine, par droit de conquête et par une élection singulière [du Père] »

Dans son encyclique Ad caeli Reginam (À la reine du ciel) du 11 octobre 1954, Pie XII affirme que Marie mérite le titre de Reine du ciel, car elle est Mère de Dieu, que son fils Jésus-Christ, est « le roi d'Israël et le roi céleste de l'univers ». De plus, elle est étroitement associée en tant que nouvelle Ève au travail rédempteur de Jésus, à cause de sa perfection prééminente et à cause de son pouvoir d'intercession. Ad caeli Reginam affirme que le principe fondamental sur lequel repose la dignité royale de Marie est sa maternité divine. C'est pour cela qu'au VIIIe siècle saint Jean Damascène écrivait : « Quand elle est devenue mère du Créateur, elle est vraiment devenue reine de toutes les créatures ».
En 1964, le concile Vatican II déclare Marie « Reine de l'univers » dans l'encyclique Lumen gentium.

## Dévotion

### Litanies
Les Litanies de Lorette invoquent Marie sous différents titres de Reine :
- Reine des Anges
- Reine des Patriarches
- Reine des Apôtres
- Reine des Prophètes
- Reine des Martyrs
- Reine des Confesseurs
- Reine des Vierges
- Reine de tous les Saints
- Reine conçue sans le péché originel
- Reine élevée aux cieux
- Reine du très Saint Rosaire
- Reine des familles[4]
- Reine de la paix[18]

### Liturgie des Heures
Les quatre antiques antiennes mariales de la liturgie des Heures expriment la royauté de Marie: le Salve Regina, l′Ave Regina, l′Alma Redemptoris Mater et le Regina cæli. Ceux-ci sont priés à différents moments de l'année, à la fin du jour, lors des complies.
Salve Regina

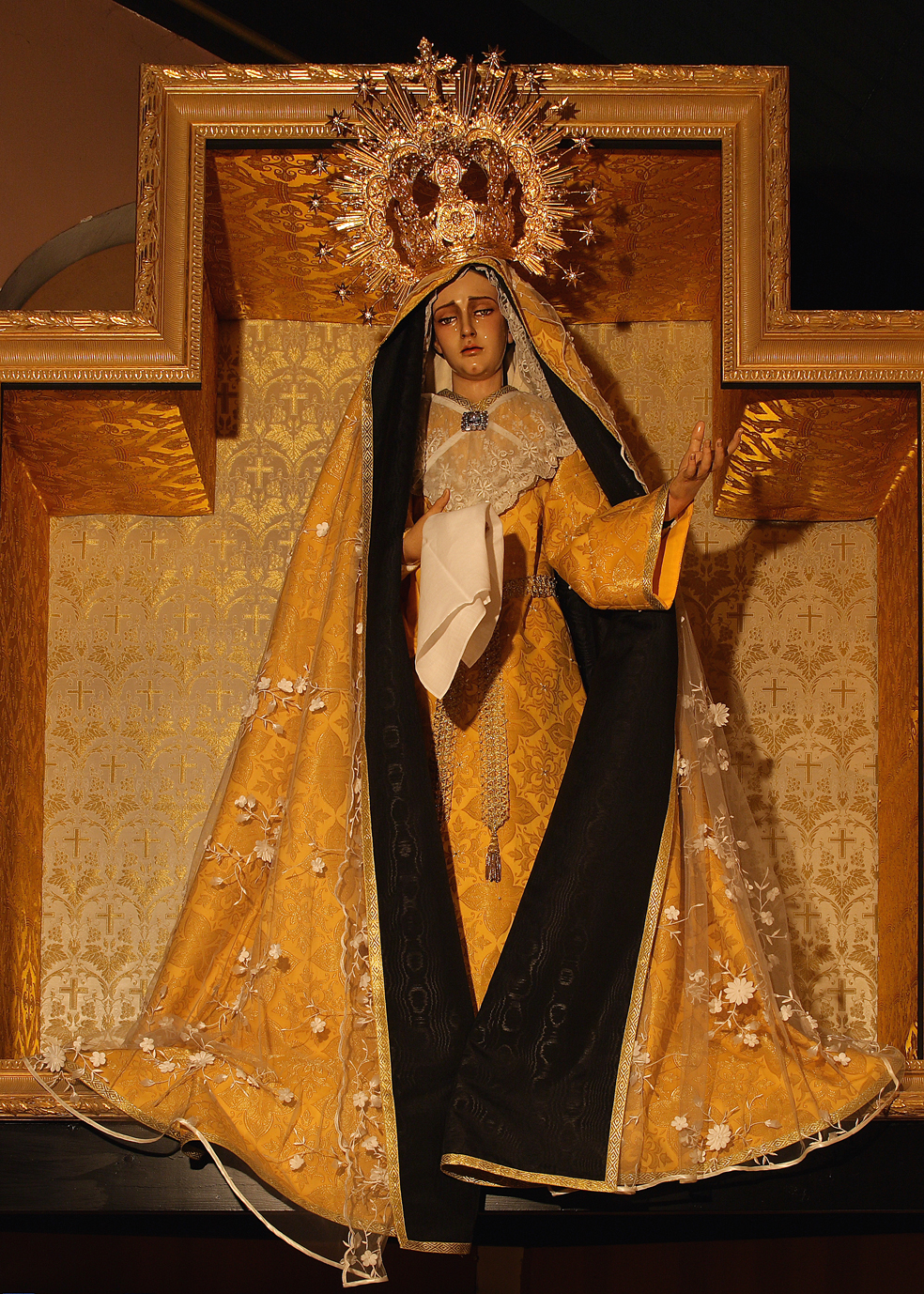
Statue de Notre-Dame des Douleurs portant une couronne (Warfhuizen, Pays-Bas.

Marie en tant que "Reine du ciel" est louée dans le Salve Regina (Salut Sainte Reine), chanté de la fête de la Sainte-Trinité au samedi précédent l'Avent. Cette prière apparut pour la première fois en latin aurait été composée par un moine bénédictin allemand, Hermann Contract (1013-1054). En langue vernaculaire, cette prière à la Vierge Marie est récitée à la fin du Rosaire. Traditionnellement, l'hymne est chanté en latin, même s'il existe de nombreuses traductions. Au Moyen Âge, l'office du Salve Regina avait lieu tous les samedis. Au XIIIe siècle, la coutume s'est développée de célébrer la Reine des cieux avec le Salve Regina, considéré comme la plus ancienne des quatre antiennes mariales. Dans le cadre de la Contre-Réforme catholique, le Salve Regina a été prié tous les samedis par des membres des congrégations mariales.
Ave Regina
L′Ave Regina (Salut, Reine des cieux) est un antienne mariale louant Marie, la Reine des cieux. Il est traditionnellement dit ou chanté après chacune des heures canoniques de la liturgie des Heures. La prière est utilisée surtout après les complies, la dernière heure canonique de prière avant de s'endormir. Il est prié de la fête de la Présentation de Jésus au Temple (2 février) au mercredi de la Semaine sainte. Il était chanté lors de la fête de l'Assomption de Marie. La version aujourd'hui de l'Ave Regina est légèrement différente (d'une intonation) de celle en usage au XIIe siècle. L'Ave Regina comprend quatre parties : Ave, Salve, Gaude et Vale (en français : Je vous salue, salut, joie et au revoir). Il était utilisé pour les processions en l'honneur de la Reine des cieux. L'Ave Regina a reçu de nombreuses versions musicales, dont une célèbre a été composée en 1773 par Joseph Haydn
Alma Redemptoris Mater

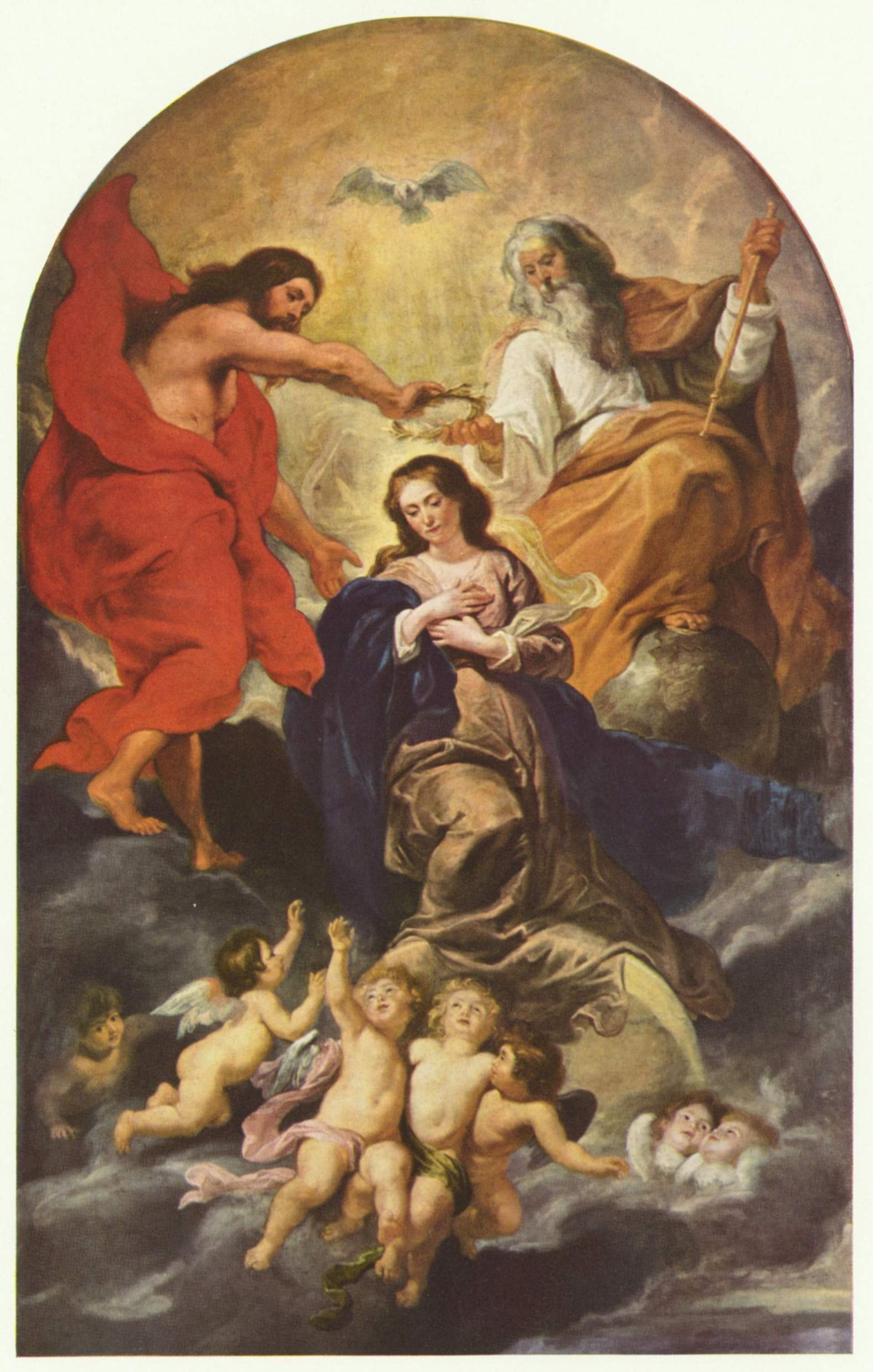
Le Couronnement de la Vierge par Pierre Paul Rubens (1625).

L′Alma Redemptoris Mater (Mère aimante de notre Sauveur) est récité dans l'Église catholique à complies seulement du premier dimanche de l'Avent jusqu'à la fête de la Purification de la Vierge Marie (2 février). Des discussions théologiques se poursuivent sur l'origine et le date d'apparition de cette antienne mariale. L'hymne comporte deux parties égales : la Vierge Marie est la Mère aimante du Sauveur, et la Vierge toujours très haut placée dans les cieux. Puisse-t-elle écouter son peuple avec miséricorde, dans la misère qui est la sienne.
Regina cæli
Le Regina cæli (Reine du ciel) est un hymne de l'Église catholique qui remplace l'Angélus à Pâques, et durant les cinquante jours suivant jusqu'au dimanche de la Pentecôte. Son titre correspond à premiers mots (en latin) de l'hymne. Différents arrangements musicaux du texte ont été composés au cours des siècles par des compositeurs connus et inconnus. Toutes les attributions ne sont pas correctes, un Regina Caeli souvent attribué à Joseph Haydn n'est pas de lui. L'hymne est d'origine inconnue et était utilisé dans l'ordre franciscain au cours de la première moitié du XIIIe siècle. Avec trois autres hymnes mariaux, il fut incorporé à l'office de la Curie romaine, que les franciscains popularisèrent rapidement et qui, sur l'ordre du pape Nicolas III (1277-1280), remplaça tous les anciens bréviaires des églises de Rome.

### Vénération
Marie Reine du ciel est vénérée par les chrétiens, principalement de l'Église catholique, ainsi que l'Église orthodoxe, dans une certaine mesure, par l'anglicanisme,,, et enfin certaines Églises évangéliques luthériennes telles que l'Église de Suède,.

#### Dans l'Église catholique
L'Église catholique déclare, en tant que dogme, que Marie a été élevée au ciel et qu'elle demeure avec Jésus-Christ, son divin fils. Marie devrait être appelée reine, non seulement à cause de sa maternité divine de Jésus, mais aussi parce que Dieu l'a voulue pour jouer un rôle exceptionnel dans l'œuvre du salut éternel. Le catholicisme romain emploie l'expression latine liturgique Ora Pro Nobis, ce qui signifie « prie pour nous » et n'enseigne pas aux adeptes d'adorer les saints, mais plutôt de demander (demander est une forme de prière) à ces saints de prier pour eux. L'encyclique Ad Caeli Reginam soutient que le Christ, en tant que rédempteur, est Seigneur et Roi. La Sainte Vierge est reine à cause de la manière unique avec laquelle elle a contribué à notre rédemption, en se donnant elle-même, en l'offrant librement pour nous, par son désir et sa demande singulière et par son intérêt actif. Marie a été choisie Mère du Christ pour pouvoir aider à réaliser le plan de Dieu dans la rédemption de l'humanité. Selon Pie XII, l'Église catholique vénère depuis toujours Marie, Reine du ciel « dès les premiers âges de l'Église catholique, le peuple chrétien, soit en période de triomphe, soit plus particulièrement en période de crise, a adressé des prières de demandes et des hymnes de louange et de vénération à la reine du ciel et cet espoir qu'ils ont placé dans la Mère du Roi divin, Jésus-Christ, n'a jamais vacillé ; La foi qui nous enseigne que Marie, la Vierge Mère de Dieu, règne avec la sollicitude d'une mère sur le monde entier, tout comme elle est couronnée dans la bénédiction céleste de la gloire d'une reine ».
La royauté de Marie est commémorée dans le dernier des mystères glorieux du Rosaire: « le couronnement de la Vierge en tant que reine du ciel et de la terre ».
Les paroisses et les groupes de fidèles tressent souvent une couronne avec des fleurs pour mettre sur une image de Marie. Ceci est souvent appelé « un couronnement ». Ce rite peut être célébré lors des solennités et des fêtes de la Bienheureuse Vierge Marie, ou d'autres jours de fête, et offre à l'Église une occasion de réfléchir au rôle de Marie dans l'histoire du salut.

##### Fêtes de Marie Reine
« Marie Reine » est une fête mariale de l'Église catholique, créée par le pape Pie XII. Le 11 octobre 1954, le pontife, dans son encyclique Ad caeli reginam institue une nouvelle fête dans le calendrier liturgique, le 31 mai (dernier jour du mois marial). La cérémonie initiale de cette fête impliquait le couronnement de l'icône de Marie de Salus populi romani à Rome par Pie XII dans le cadre d'une procession.

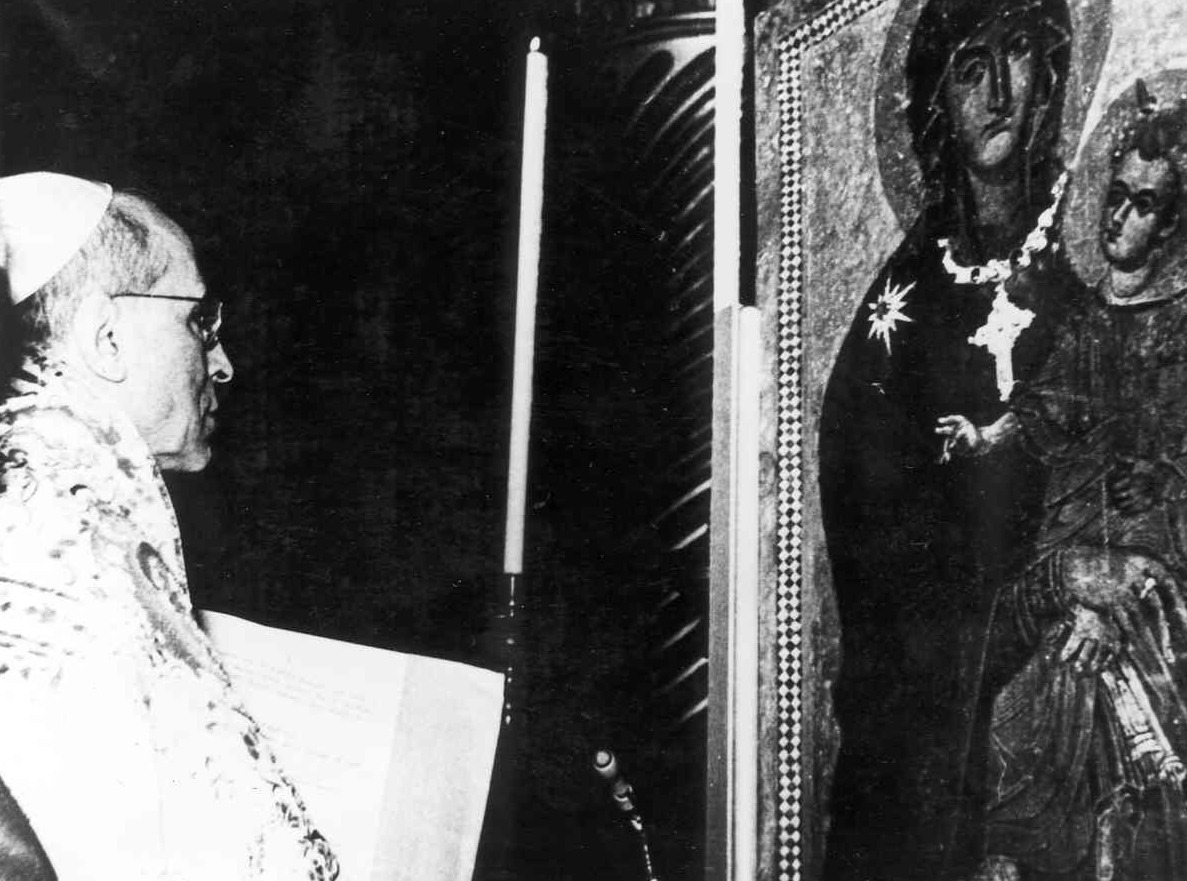
Le couronnement de l'icône Salus populi romani par Pie XII en 1954.

En 1969, le pape Paul VI reporta la fête au 22 août, soit huit jours après l'Assomption afin de souligner le lien étroit qui unissait la royauté de Marie à sa glorification corporelle et spirituelle aux côtés de son Fils. La Constitution Lumen gentium du concile Vatican II stipule que « [Marie] fut élevée corps et âme à la gloire du ciel, et exaltée par le Seigneur comme la Reine de l'univers, pour être ainsi plus entièrement conforme à son Fils, Seigneur des seigneurs »,.
Le mouvement de reconnaissance officielle de la royauté de Marie a été initialement promu par plusieurs congrès mariologiques catholiques à Lyon (France), Fribourg (Allemagne) et Einsiedeln (Suisse). Gabriel Roschini a fondé à Rome (Italie), une société internationale chargée de promouvoir le règne de Marie, Pro Regalitate Mariae. Plusieurs papes ont décrit Marie comme « reine » et « reine du ciel », ce qui a été documenté par Gabriel Roschini. Le pape Pie XII a répété ce titre dans de nombreuses encycliques et lettres apostoliques, en particulier pendant la Seconde Guerre mondiale,,,.

##### Processions mariales

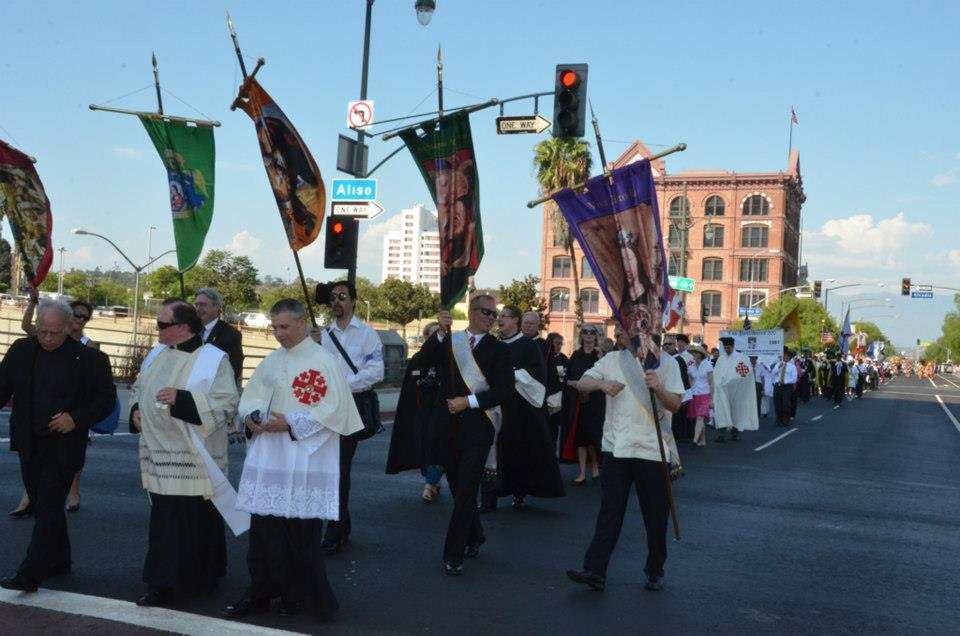
Grande procession mariale annuelle dans le centre-ville de Los Angeles.

À Los Angeles (Californie), une procession mariale a eu lieu chaque année environ pendant les cent premières années qui ont suivi la fondation de la ville (en 1781). Afin de faire revivre la coutume des processions religieuses, la fondation Reine des Anges (en), fondée par Mark Anchor Albert (es), a inauguré en septembre 2011 une « Grande procession mariale » au cœur du centre historique de Los Angeles,. Cette procession annuelle, qui devait coïncider avec l'anniversaire de la fondation de la ville de Los Angeles, commence à l'extérieur de la paroisse de l'église de nuestra señora reina de los Angeles, qui fait partie du centre historique de Los Angeles Plaza (en), mieux connu sous le nom de « La Placita ». En passant par les rues de la ville, la procession se termine finalement à la cathédrale Notre-Dame des Anges où le chapelet et une messe publics sont célébrés en l'honneur de la Bienheureuse Vierge Marie. Les années suivantes ont vu la participation et la participation de nombreux ordres et congrégations religieuses, d'ordres équestres, de paroisses, de groupes laïcs, de personnalités politiques ainsi que d'autres organisations religieuses et civiles.
En Corse, une procession a lieu tous les ans le 15 août pour célébrer « Marie Reine de la Corse »,.
En France, plusieurs processions ont lieu pour le 15 août pour célébrer « Marie Reine » comme à Lyon.

#### Dans certains pays
La Vierge est appelée « reine de France » depuis 1638, époque à laquelle Louis XIII lui attribua officiellement ce titre, en partie en remerciement pour sa victoire sur les Huguenots et dans l'espoir de la naissance d'un héritier après des années de mariage sans enfant.
En Italie, la ville de Sienne (Toscane) salue la Vierge en tant que « reine de Sienne » et observe chaque année la course et le spectacle appelé « palio » en son honneur.
En 1735, l'assemblée de Corse (la consulta), composée des représentants des diverses couches de la société, choisit Marie sous le vocable de l'Immaculée Conception, comme « Reine du pays », « Marie Reine de la Corse ». Depuis cette date, des processions ont lieu chaque année pour rappeler cet événement, et le statut de « Marie reine de la Corse »,.
Marie fut déclarée « reine de Pologne » par le roi Jean II Casimir Vasa lors du serment de Lwów (en) au XVIIe siècle. Depuis cette date, le peuple polonais estime que la Vierge aurait sauvé le pays miraculeusement durant « le déluge », les partages de la Pologne, la guerre soviéto-polonaise, la Seconde Guerre mondiale et la République populaire de Pologne. La solennité de Notre-Dame Reine de Pologne est célébrée le 3 mai,.
Au Portugal le roi Jean IV du Portugal fait proclamer, en 1646, la Vierge Marie « reine et patronne du Portugal ». Aujourd'hui encore, le 8 décembre est férié au Portugal, et les catholiques portugais fêtent « celle qui est reine, patronne et protectrice de leur pays »,.

## Dans les Arts

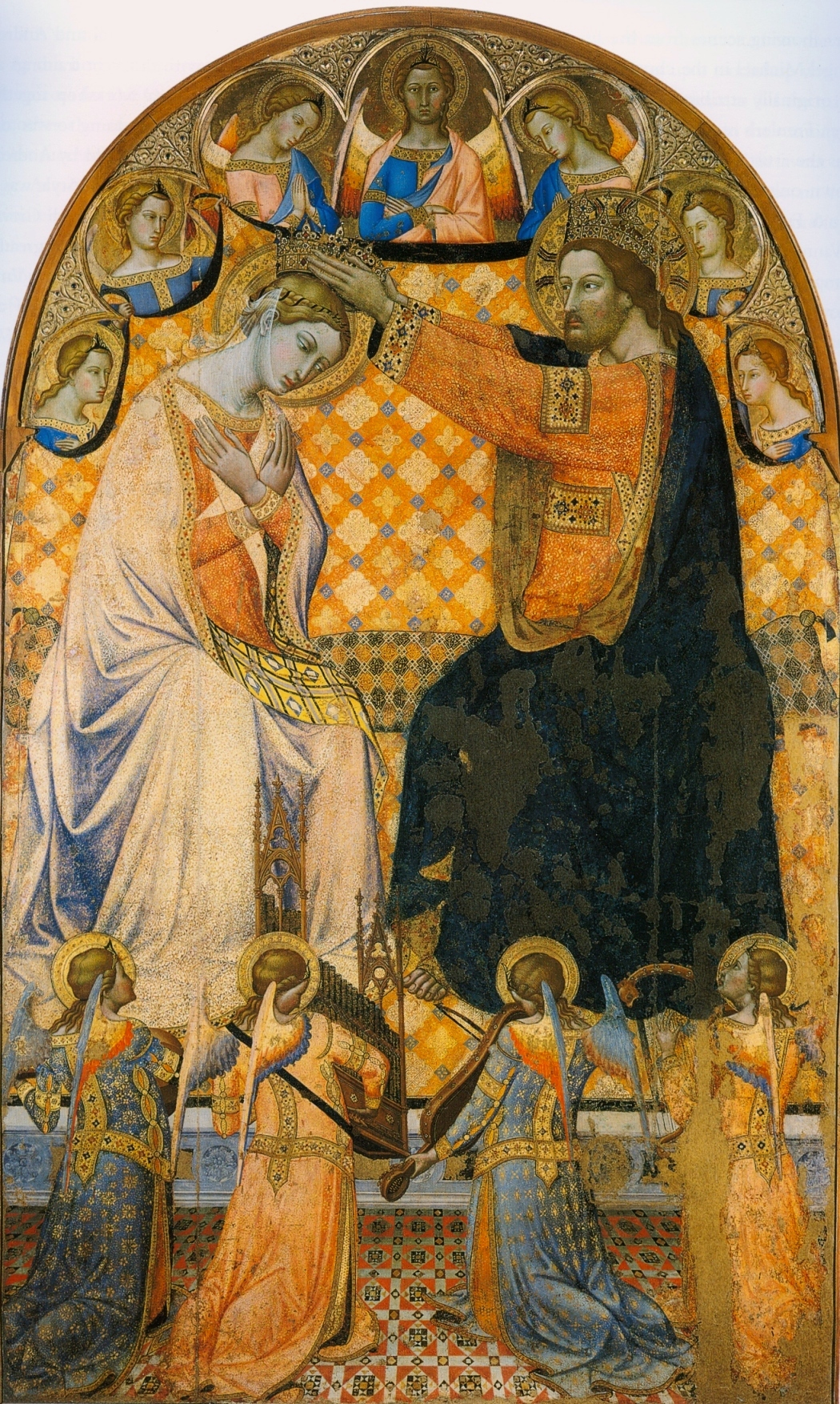
Le Couronnement de la Vierge par Jacopo di Mino, 1340–1350

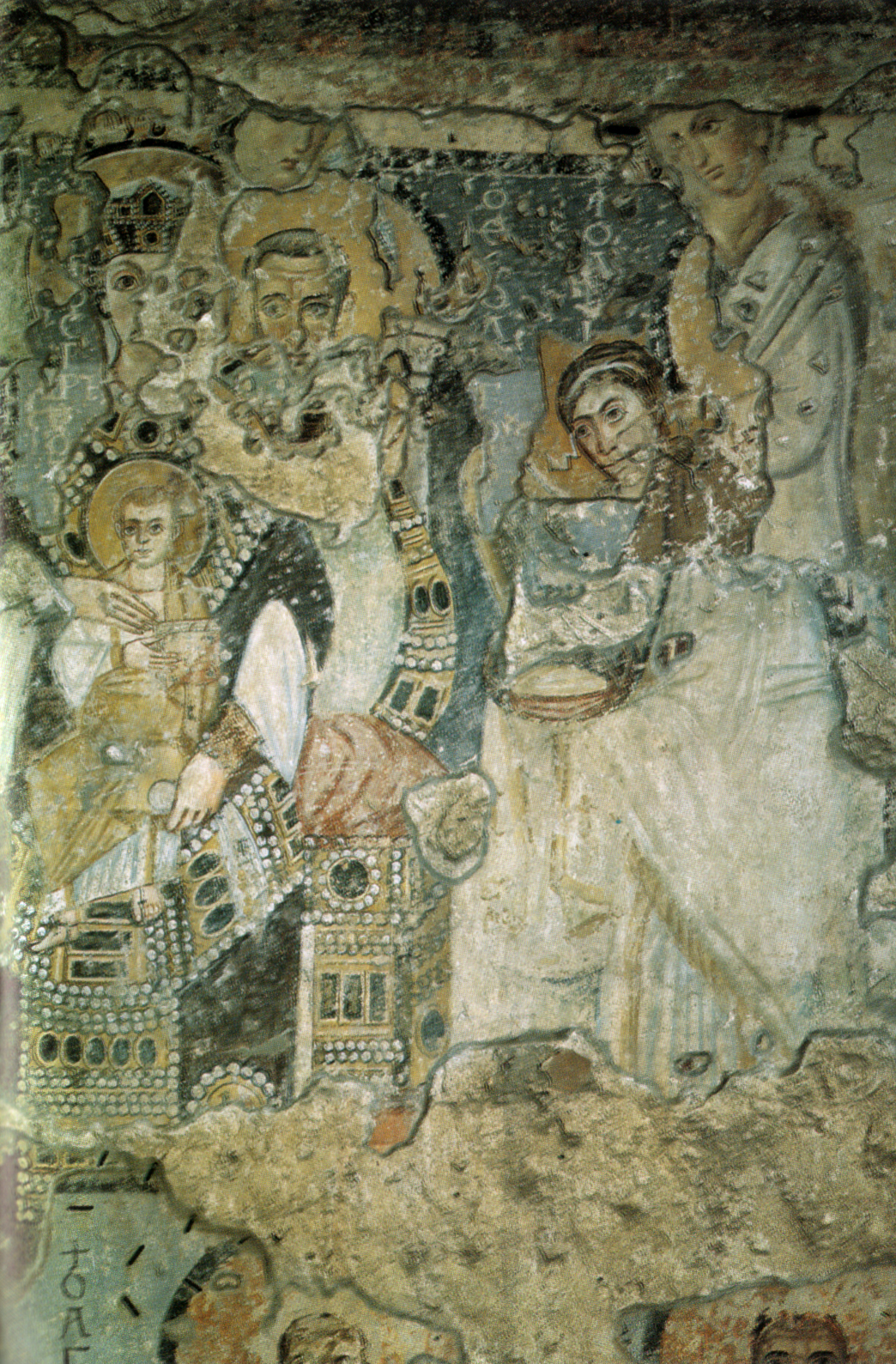
Première représentation romaine connue (VIe siècle) dans l'église Santa Maria Antiqua (Rome).

La plus ancienne représentation connue de la Vierge Marie la décrivant comme reine date du VIe siècle et se trouve dans la modeste église de Santa Maria Antiqua construite au Ve siècle dans le Forum Romain. Marie y est représentée, sans équivoque, comme une impératrice,,. En tant que l'une des premières églises mariales catholiques romaines, cette église a été utilisée par le pape Jean VII au début du VIIIe siècle comme siège de l'évêque de Rome. Toujours au VIIIe siècle, le deuxième concile de Nicée décréta que de telles images de Marie devaient être vénérées.
Au début du XVIe siècle, les réformateurs protestants ont commencé à décourager l'art marial et certains, comme Jean Calvin ou Ulrich Zwingli, ont même encouragé leur destruction. Mais après que le concile de Trente, au milieu du XVIe siècle, ait confirmé la vénération des peintures mariales (pour les catholiques), Marie a souvent été peinte comme une Vierge à la couronne, entourée d'étoiles, se tenant au sommet du monde ou sur une lune partiellement visible. Après la victoire contre les Turcs à Lépante, Marie est décrite comme la « reine de la victoire », portant parfois la couronne de l'empire des Habsbourg. Des interprétations nationales existaient également en France, où Jean Fouquet a peint la reine du ciel en 1450 avec le visage de la maîtresse du roi Charles VII. Des statues et des images de Marie ont été couronnées par les rois de Pologne, de France, de Bavière, de Hongrie et d'Autriche, utilisant parfois apparemment des couronnes précédemment portées par des monarques du pays. Un couronnement récent fut celui du portrait du Salus populi romani en 1954 par le pape Pie XII. La vénération de Marie en tant que reine se poursuit au XXIe siècle, bien que les expressions artistiques ne jouent plus le rôle principal, comme ce fut le cas par le passé.
Les œuvres d'art, notamment les peintures, les mosaïques et les sculptures représentant le couronnement de Marie en tant que reine du ciel, sont devenues de plus en plus populaires à partir du XIIIe siècle. Les œuvres suivent un schéma bien défini, montrant Marie agenouillée dans la cour céleste et couronnée soit par Jésus seul, soit par Jésus et Dieu le Père ensemble, avec le Saint-Esprit, généralement sous la forme d'une colombe complétant la Trinité. Le couronnement de Marie est presque entièrement un thème de l'art occidental. Dans l'Église orthodoxe orientale, bien que Marie soit souvent représentée avec une couronne, le couronnement lui-même n'est jamais devenu un sujet artistique accepté,.

### Peintures

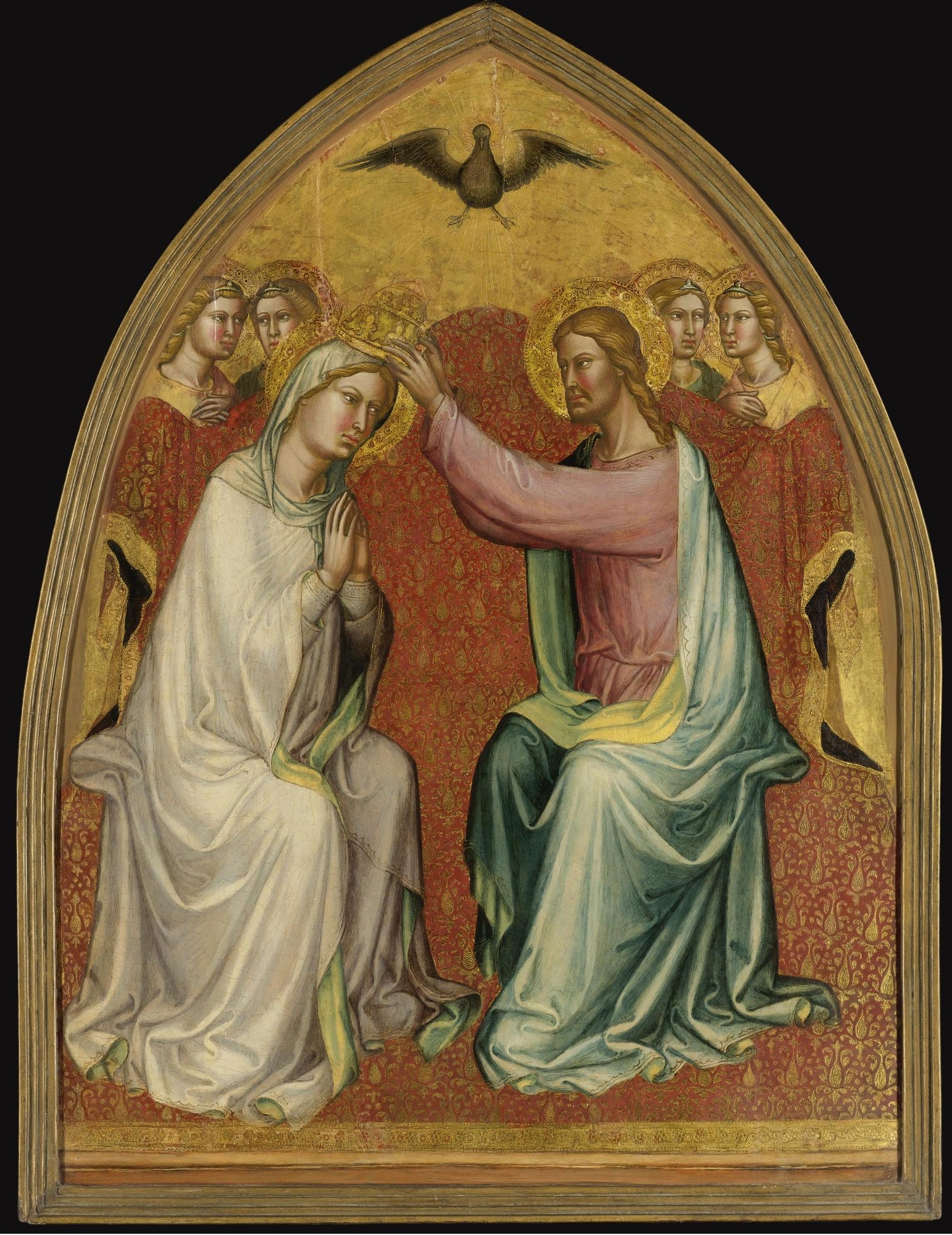
Martino di Bartolomeo, 1400
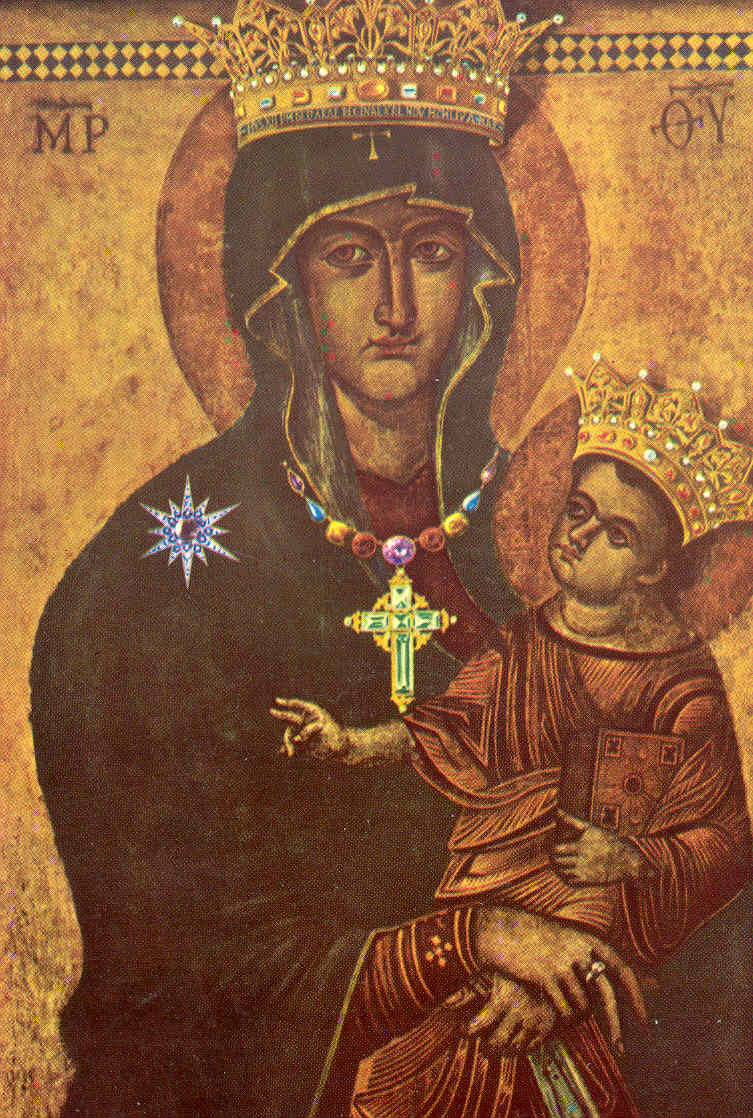
Icône Salus populi romani, couronnée pour l'année mariale 1954
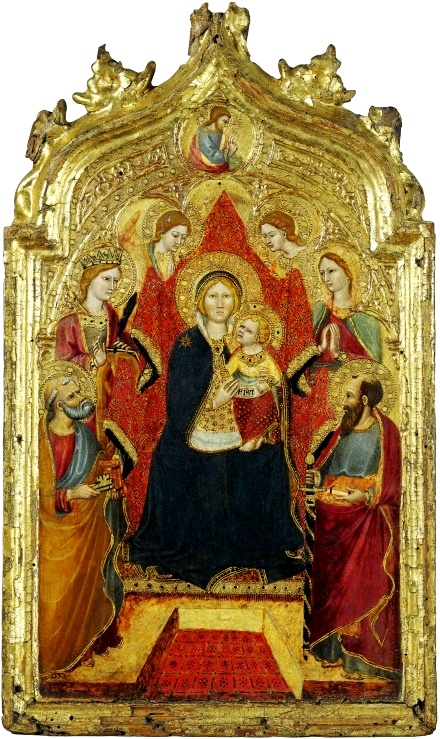
La Vierge sur le trône, Gregorio di Cecco
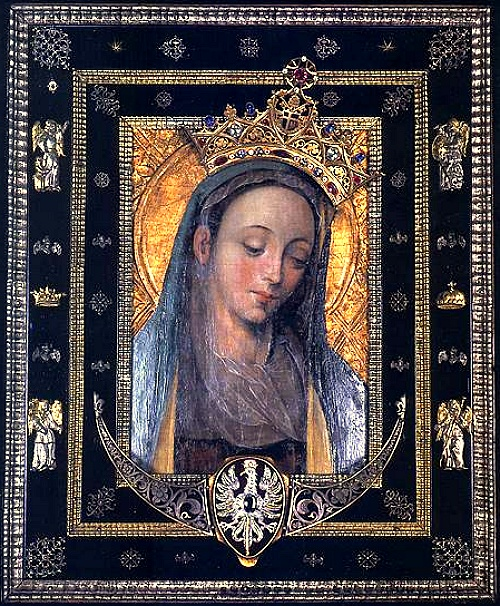
La Vierge couronnée, Rokitno, Pologne, 1671
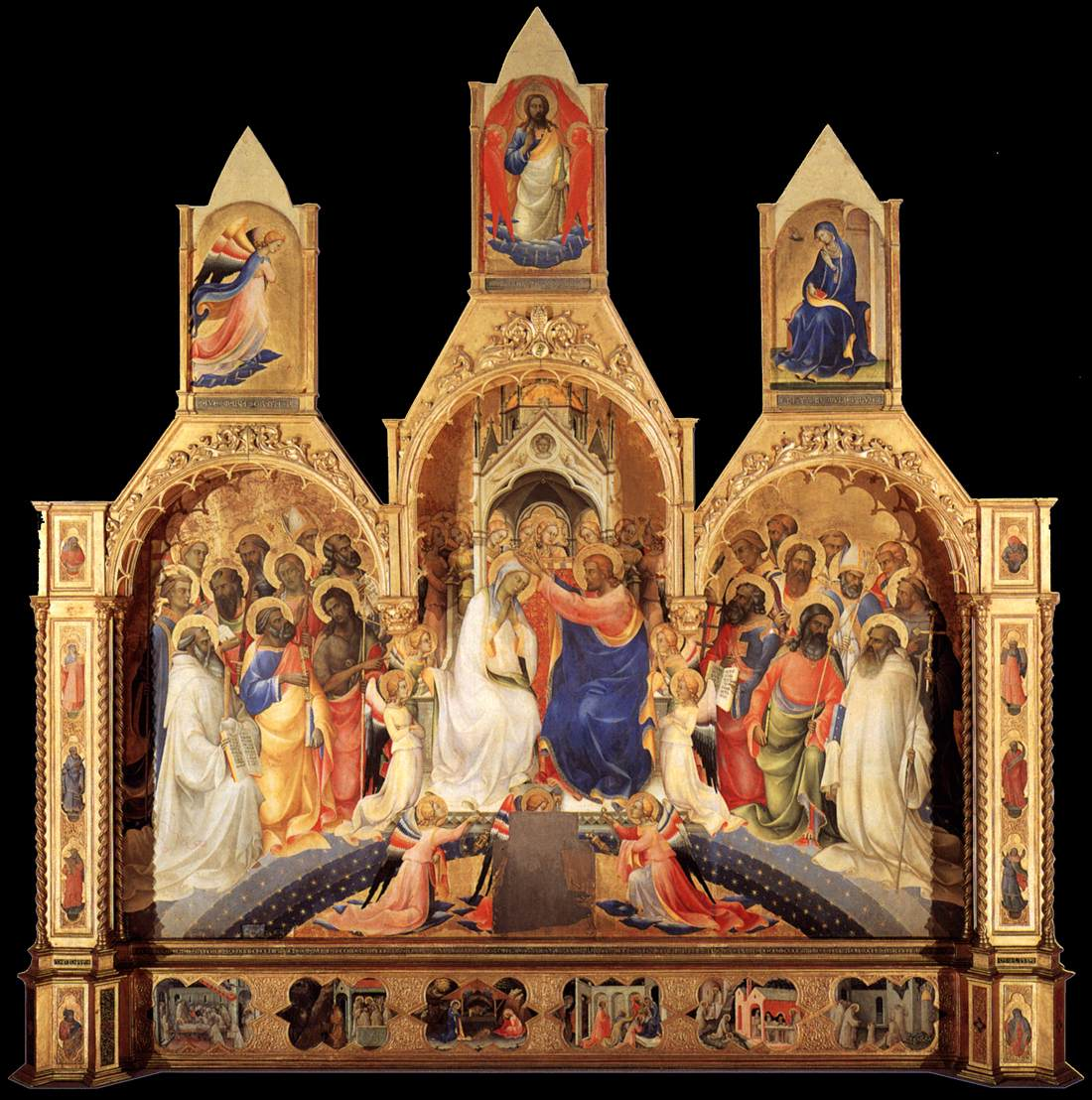
Le Couronnement, Lorenzo Monaco, 1414, Uffizi, Florence
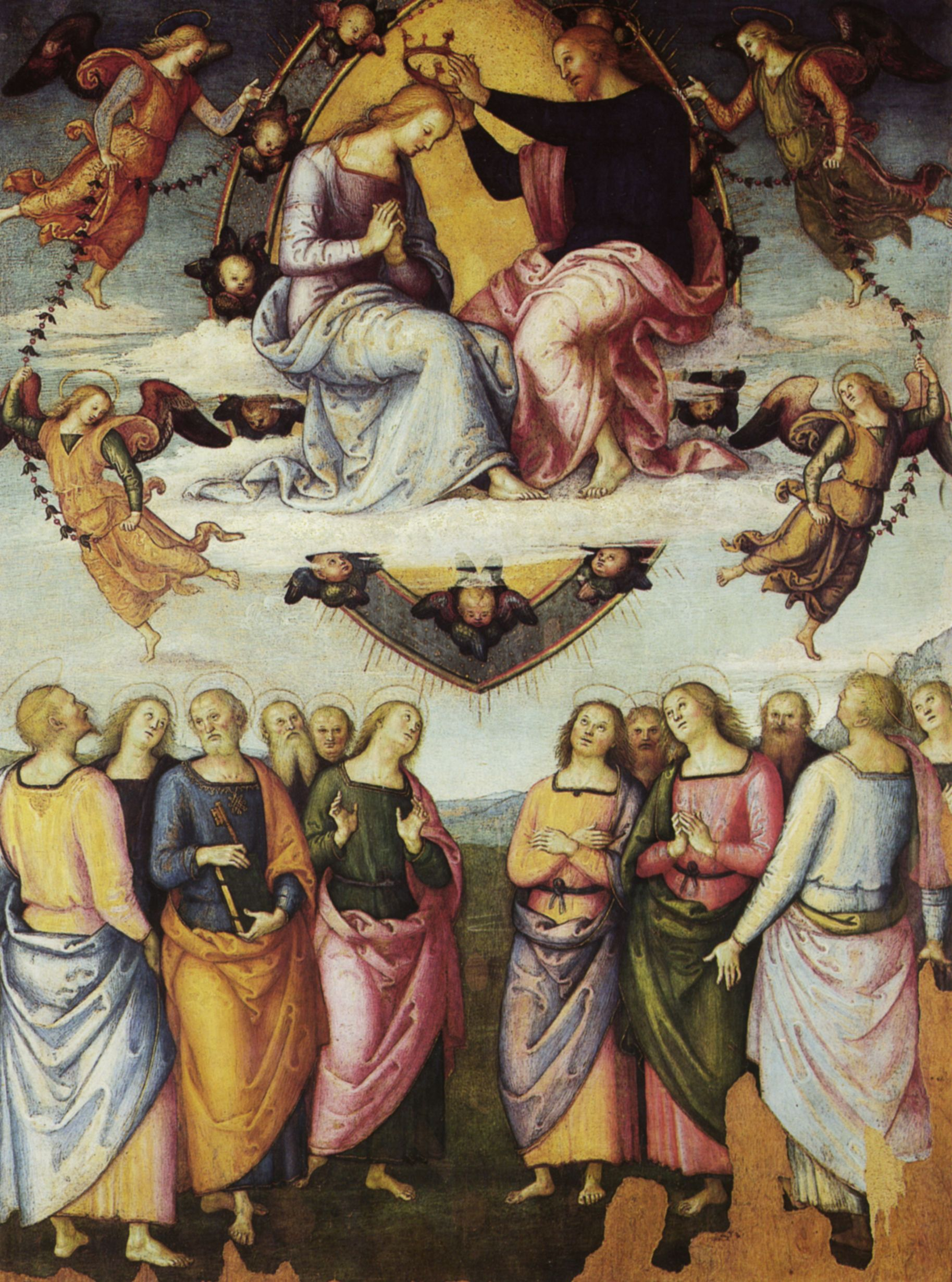
Pietro Perugino, 1504
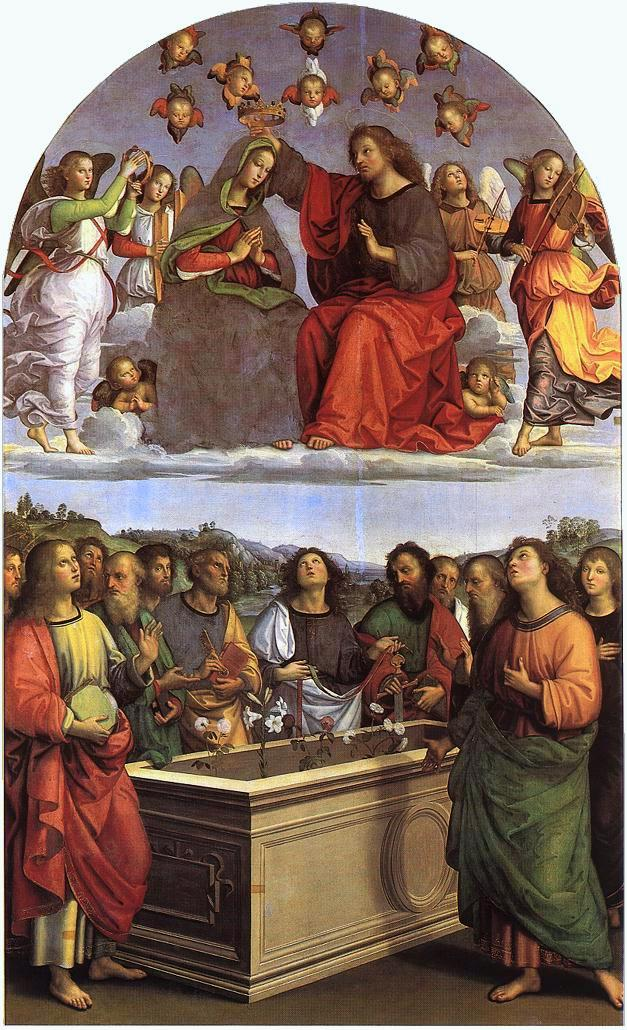
Raphael, 1502-1504
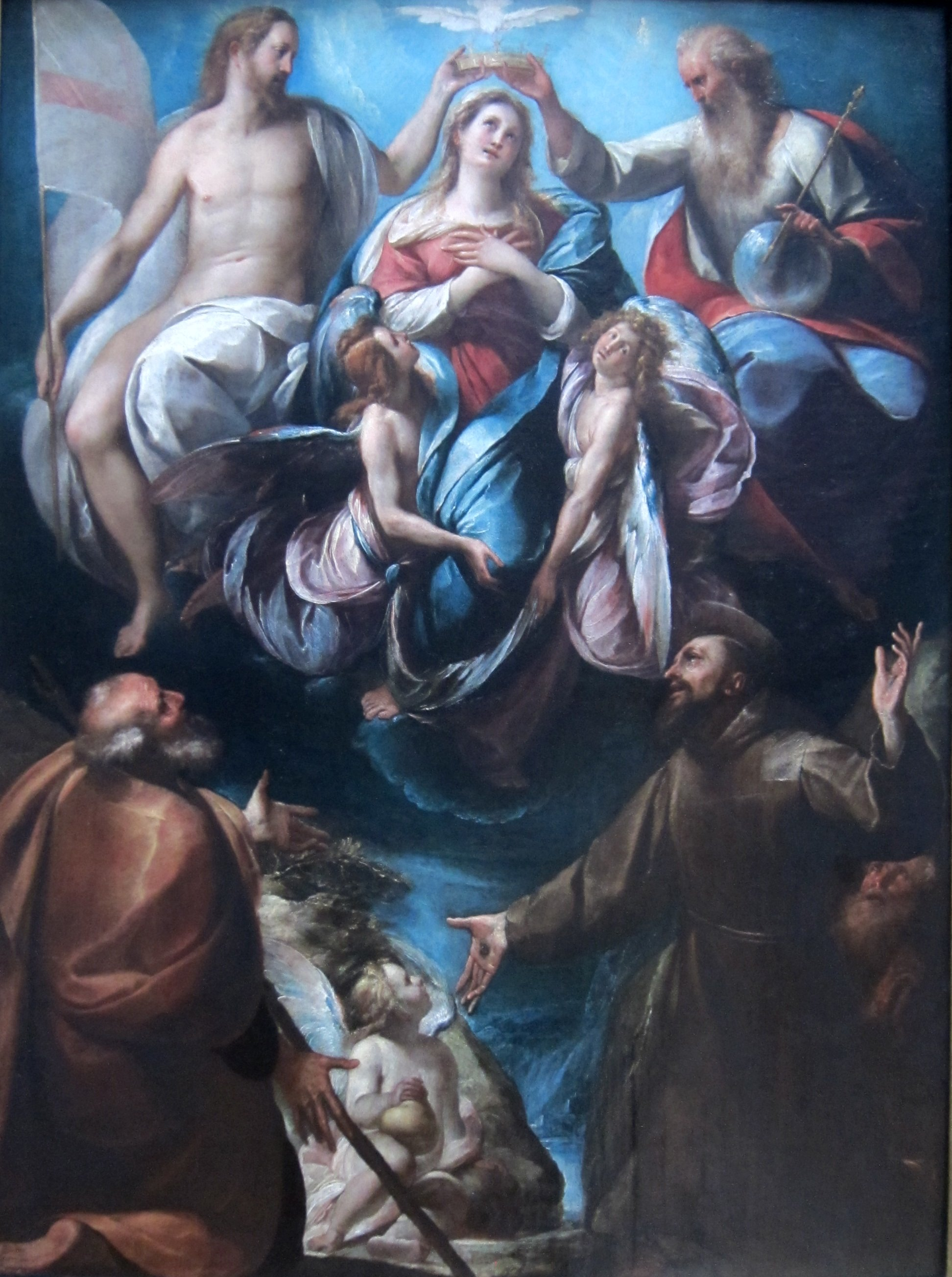
Giulio Cesare Procaccini, XVIIe siècle
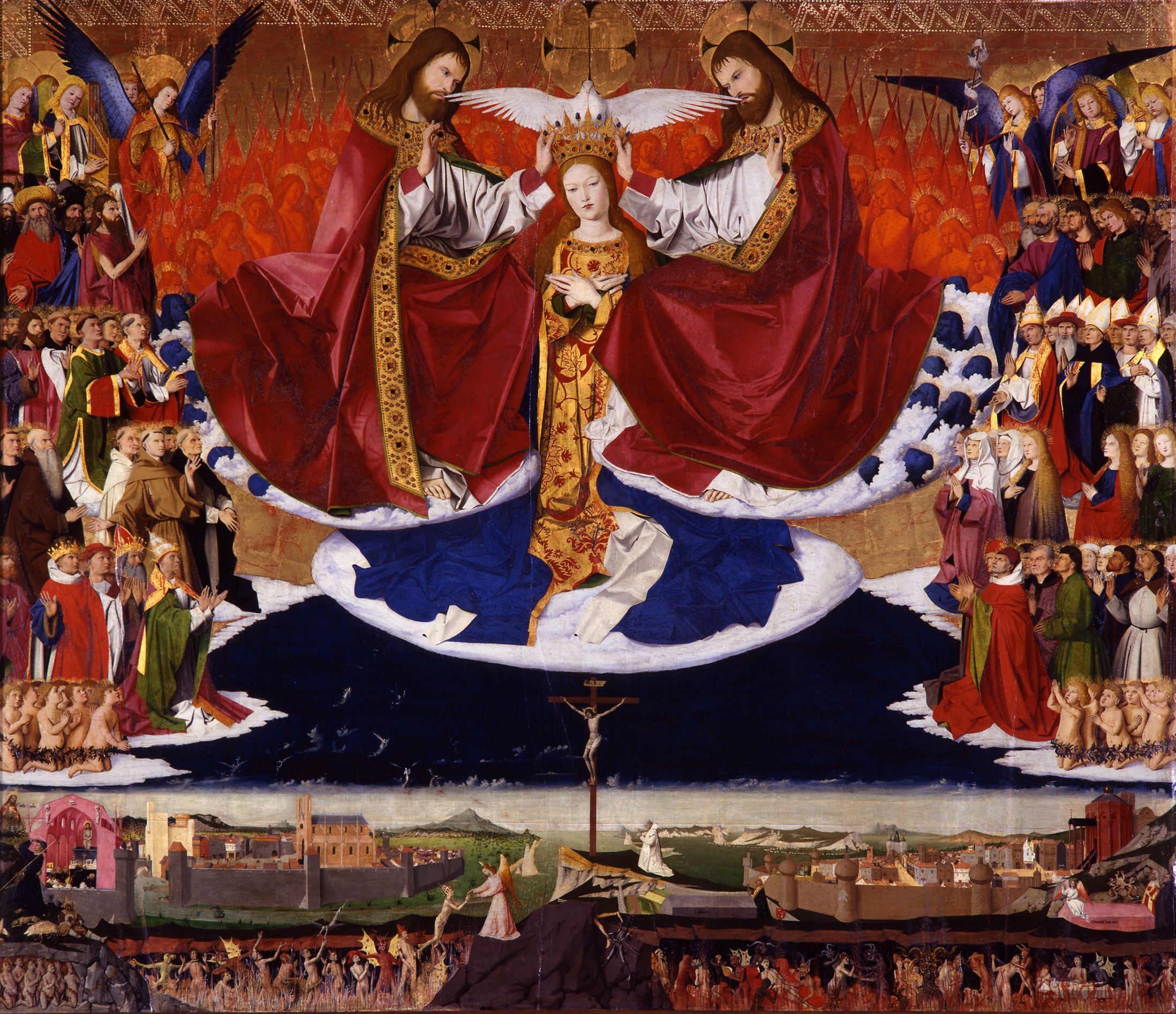
Le Couronnement de Marie par la Trinité, Enguerrand Quarton, 1454
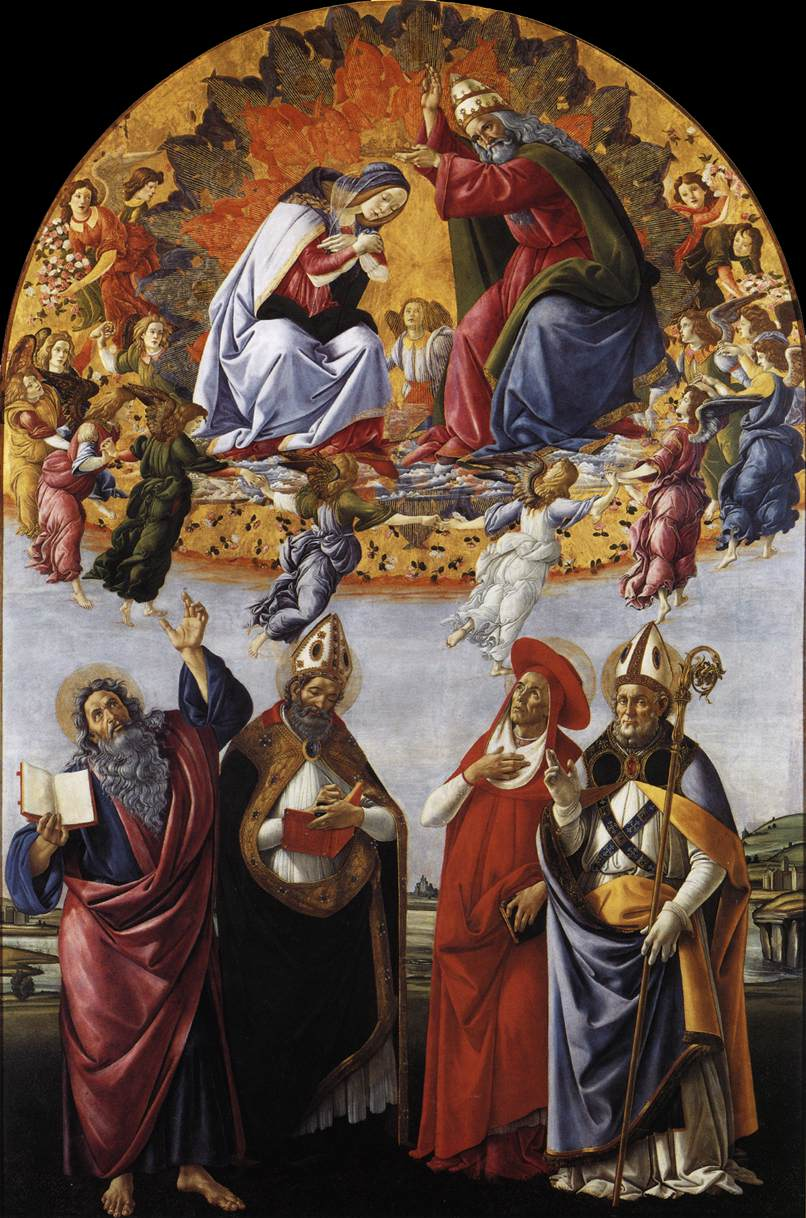
Couronnement de la Vierge par Dieu le Père, Sandro Botticelli, XVe siècle
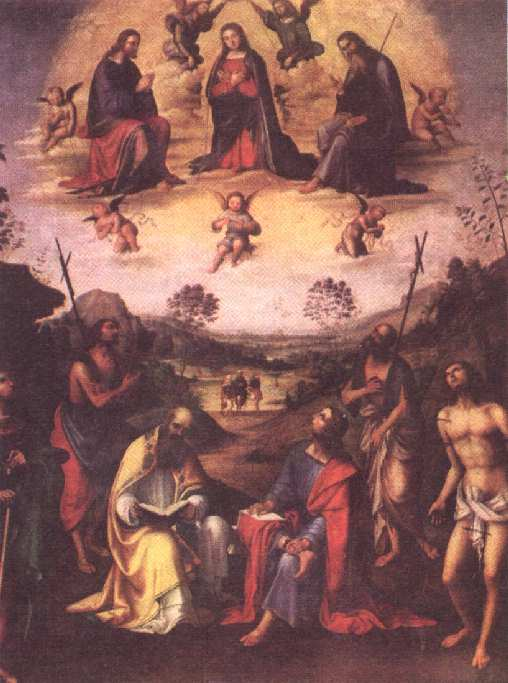
Le Couronnement de la Vierge et les saints, Lorenzo Costa, 1501
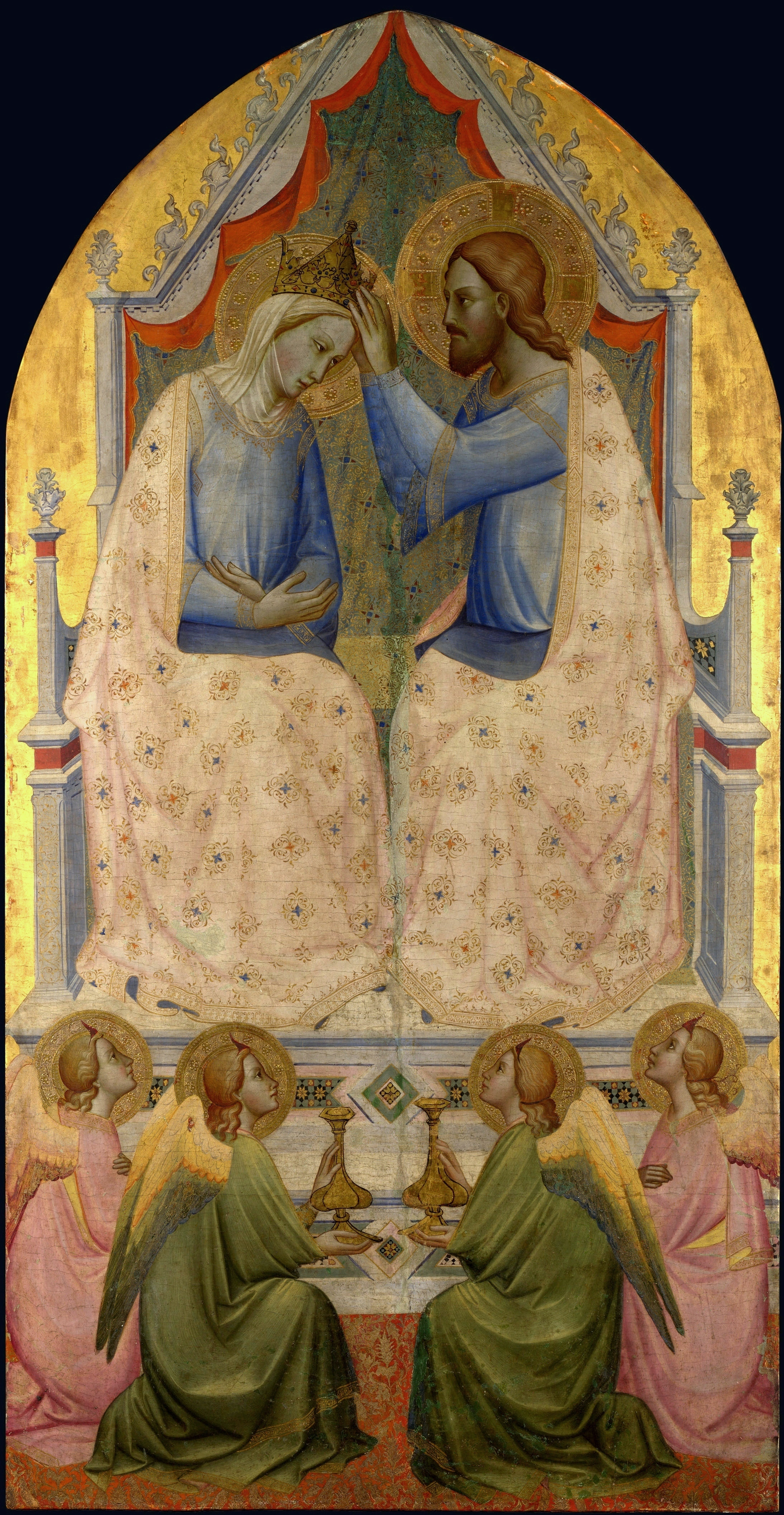
Le Couronnement, Agnolo Gaddi, XIVe siècle
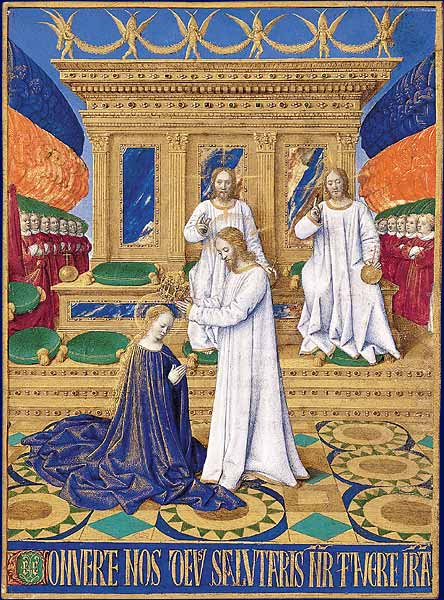
Le Couronnement de la Vierge, Jean Fouquet, XVe siècle
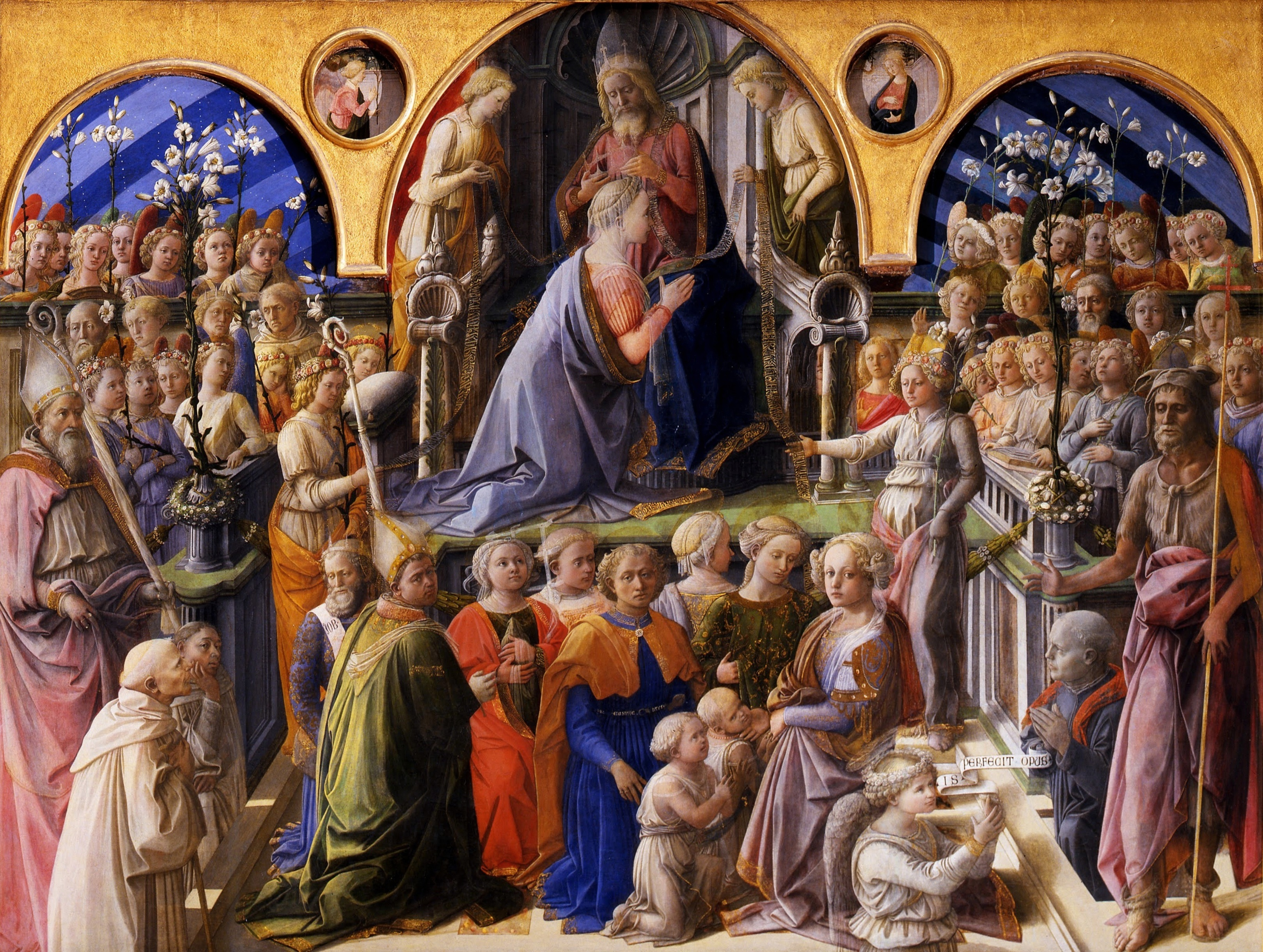
Le Couronnement de la Vierge,  Filippo Lippi, 1441
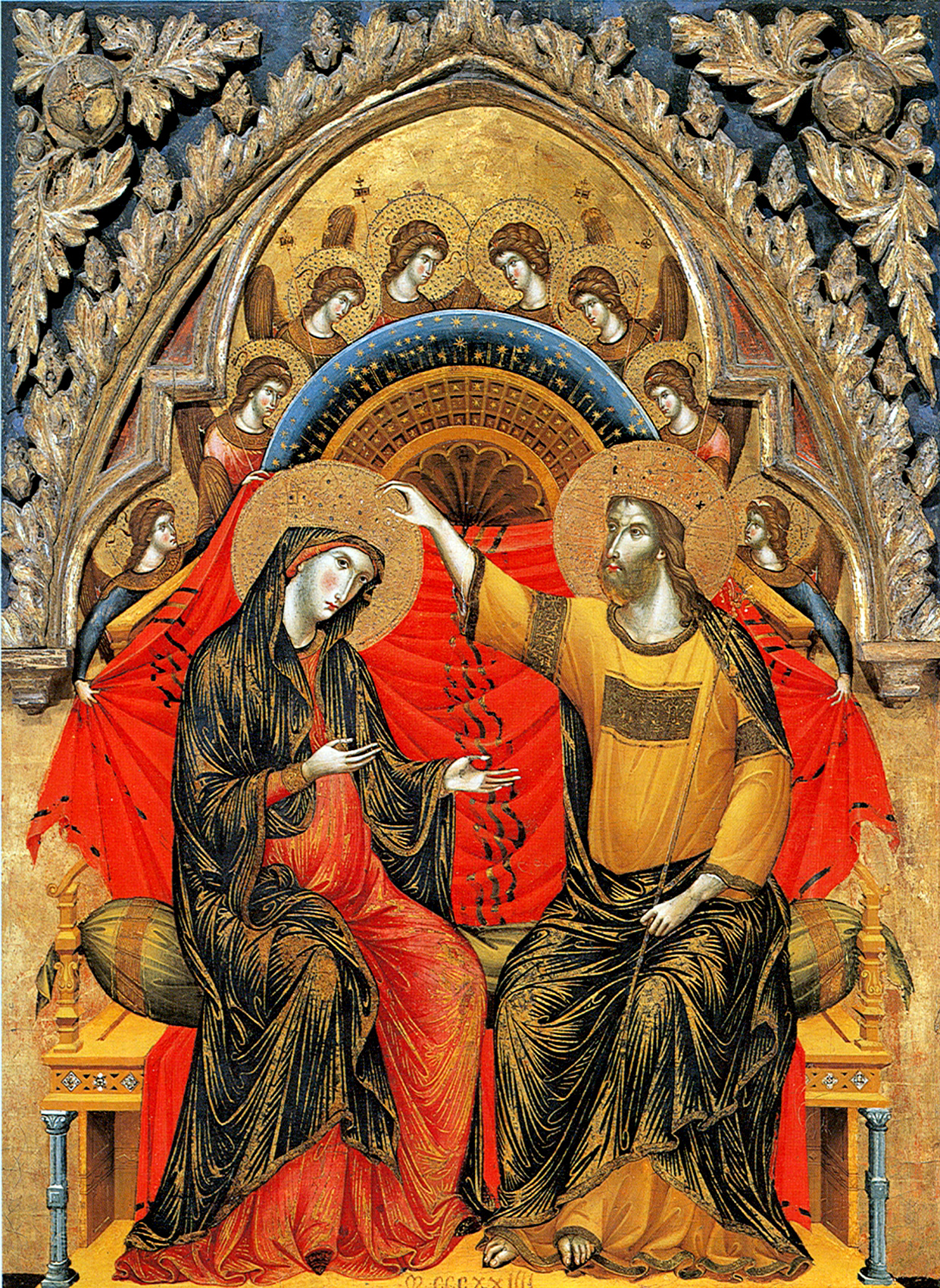
Paolo Veneziano, 1324
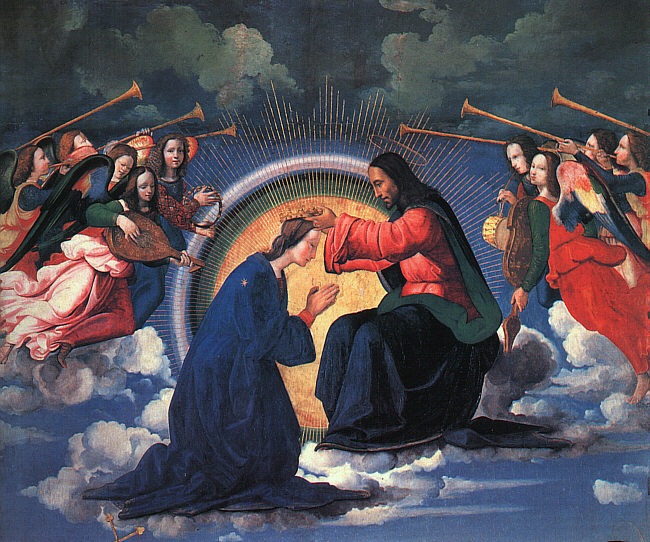
Ridolfo Ghirlandaio, 1504
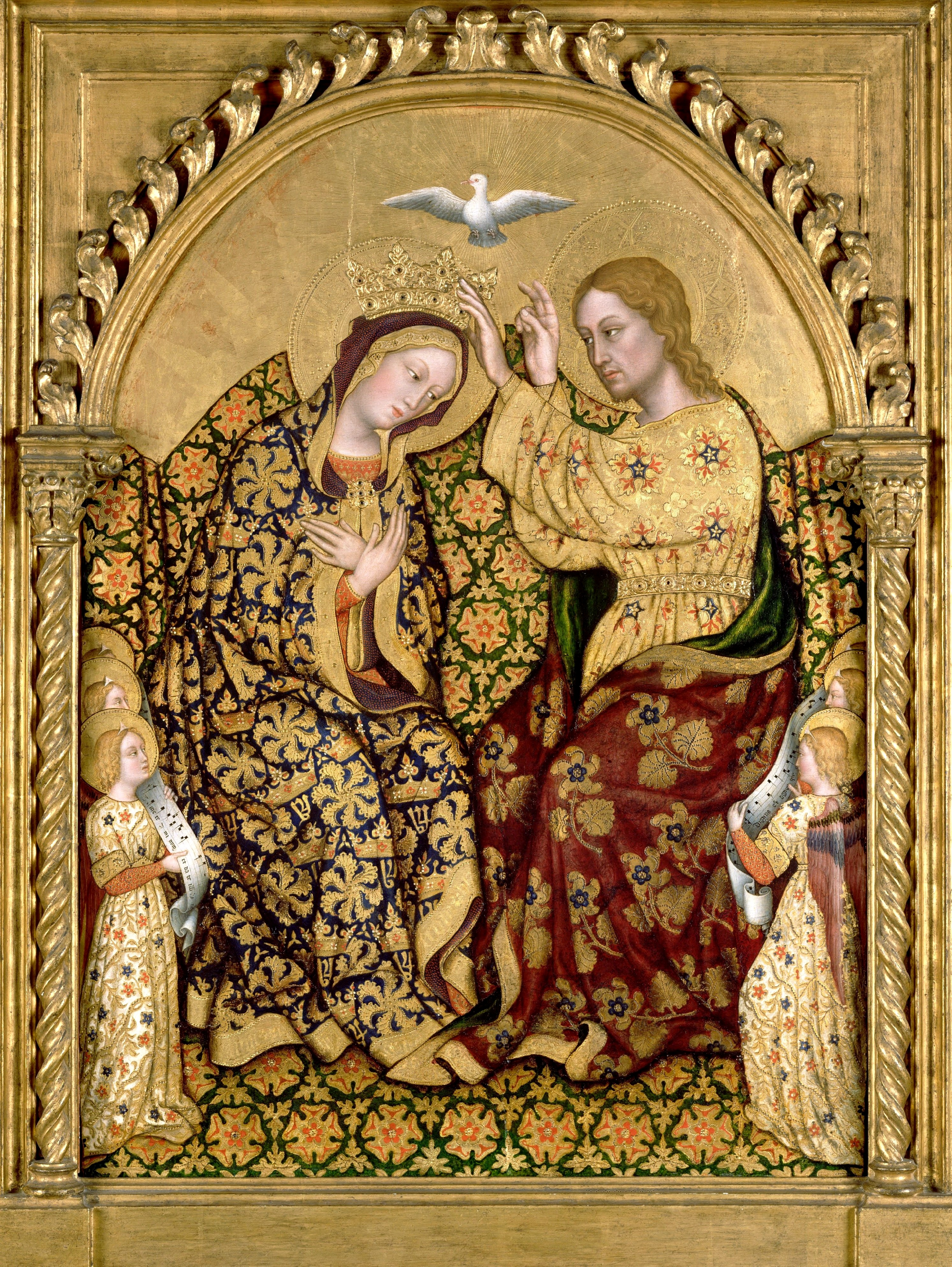
Gentile da Fabriano, 1422-1425
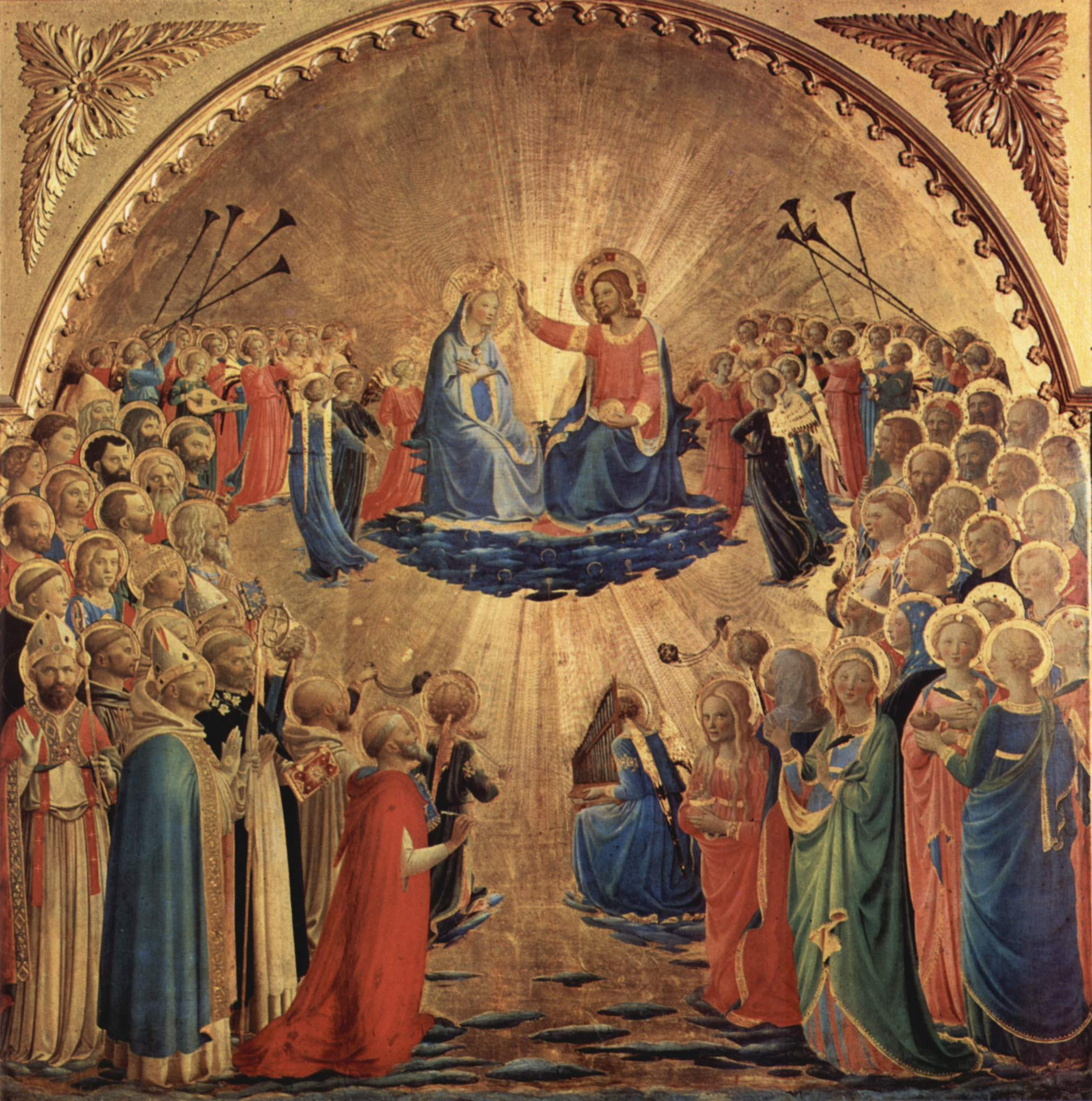
Fra Angelico, 1434-1435

### Statues

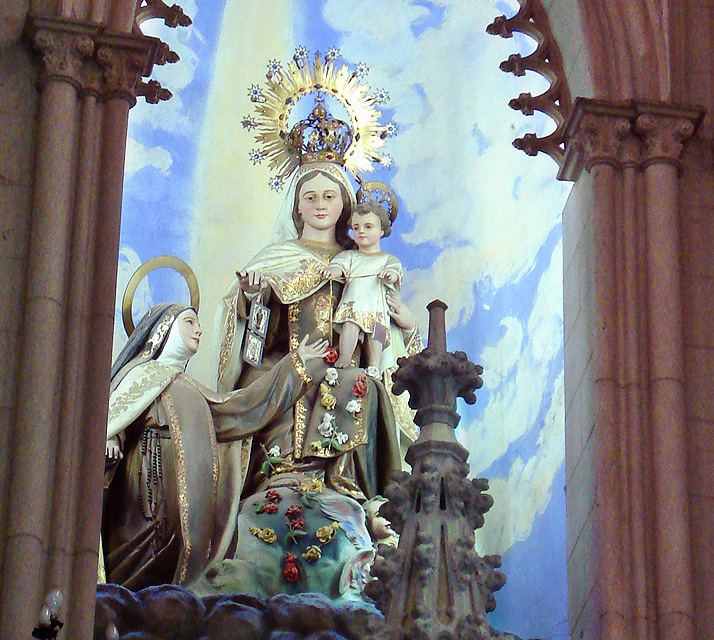
Statue couronnée à Porto Alegre, Brésil
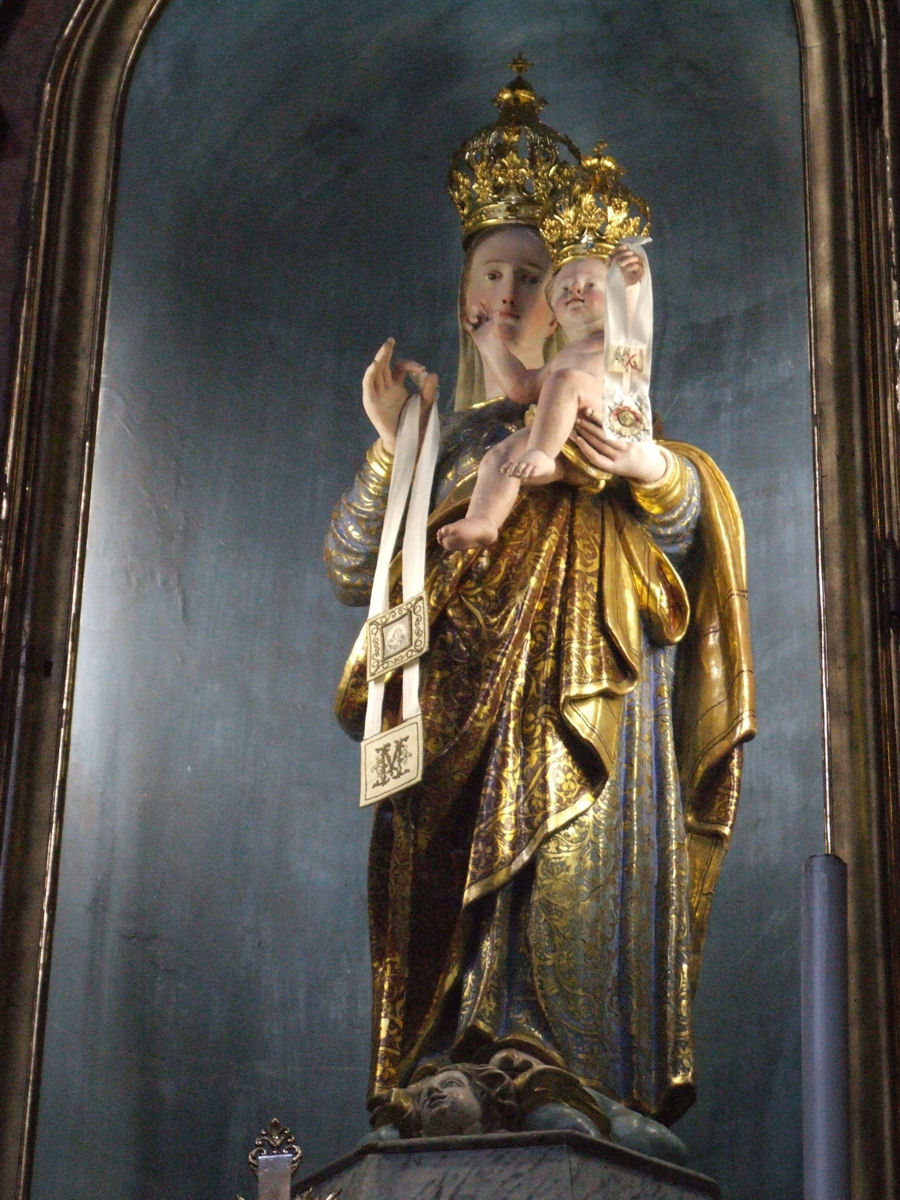
La Vierge du Carmel couronnée, Varallo Sesia, Italie
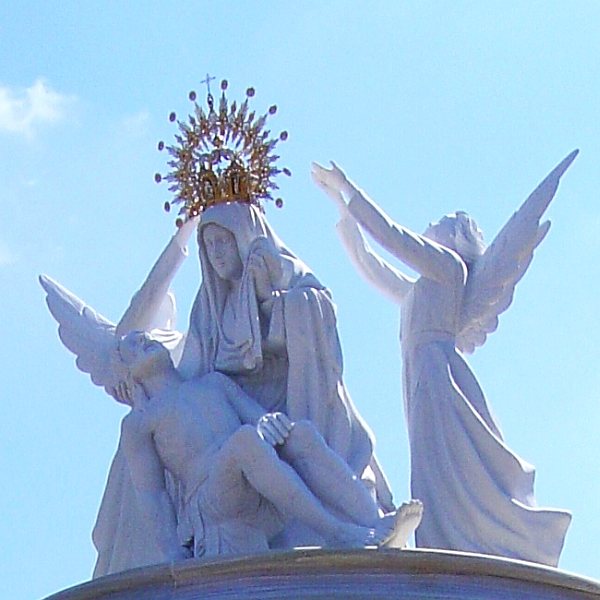
Statue couronnée de la Vierge Marie, Espagne

### Fresques

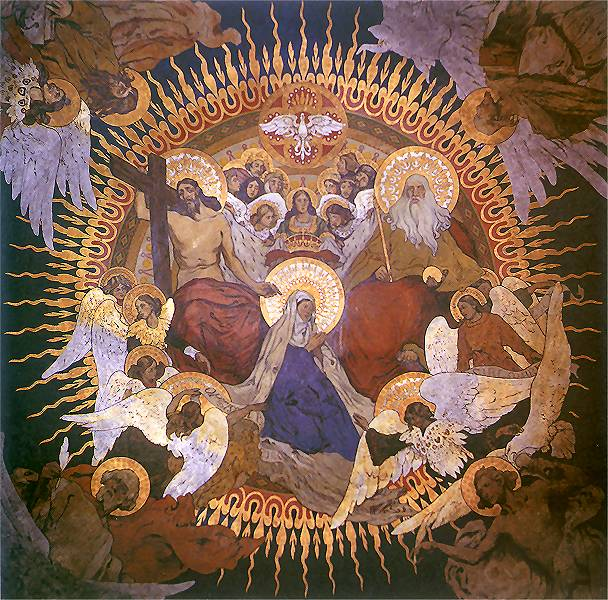
La Vierge au ciel, Włodzimierz Tetmajer, 1895
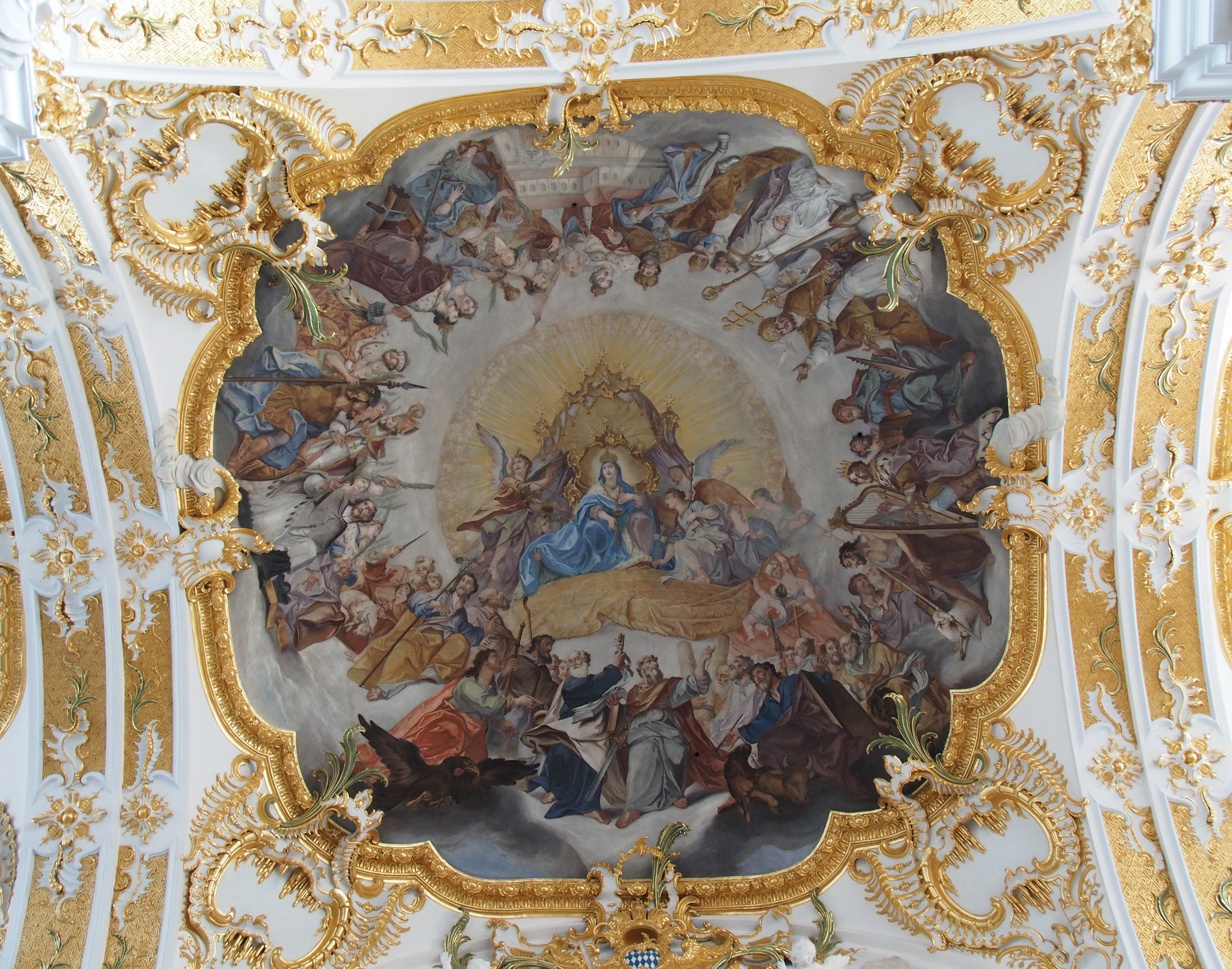
La Reine du ciel, Christoph Thomas Scheffler, Ratisbonne (Allemagne)
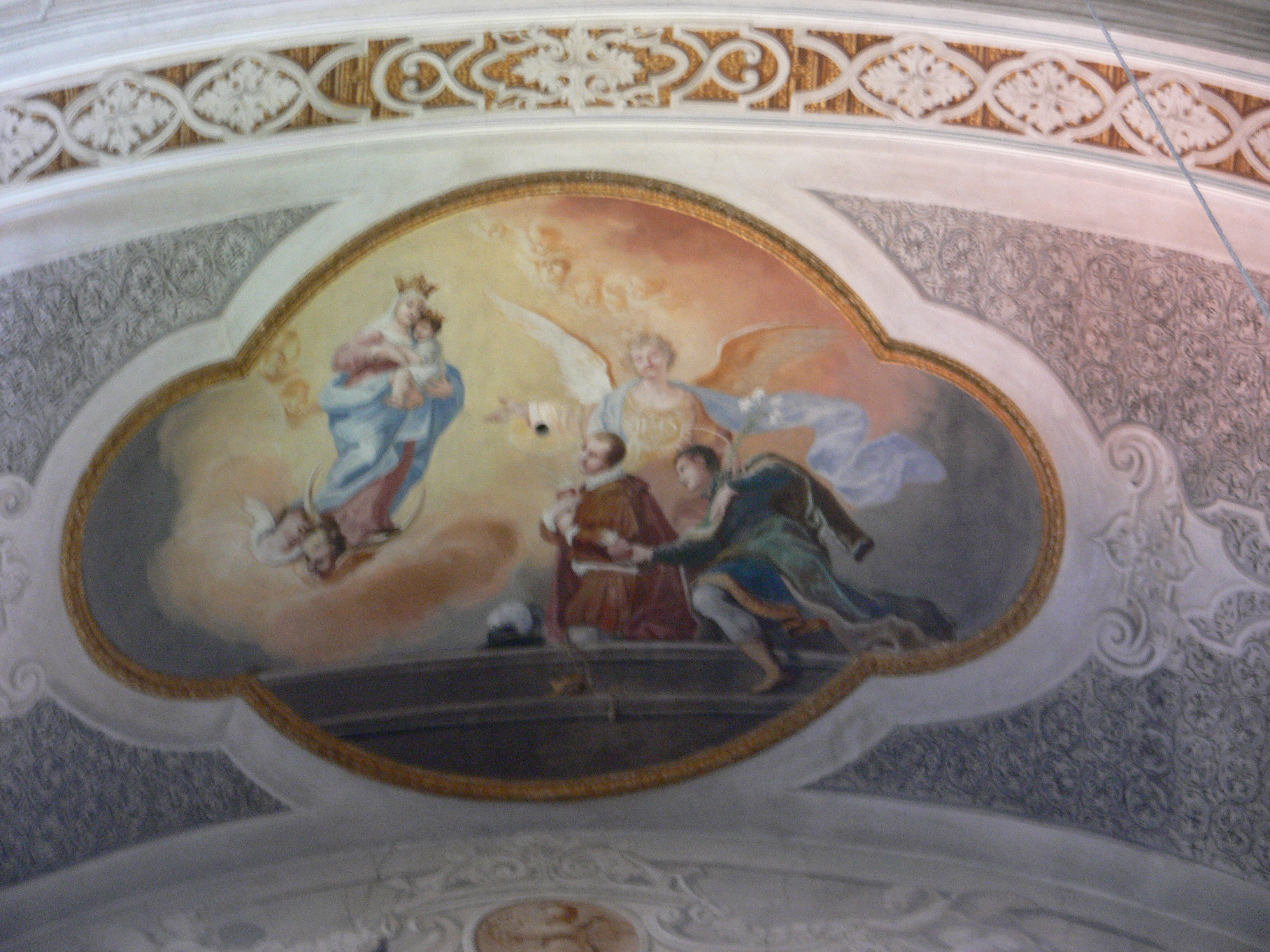
La Vierge couronnée, Scheffler,
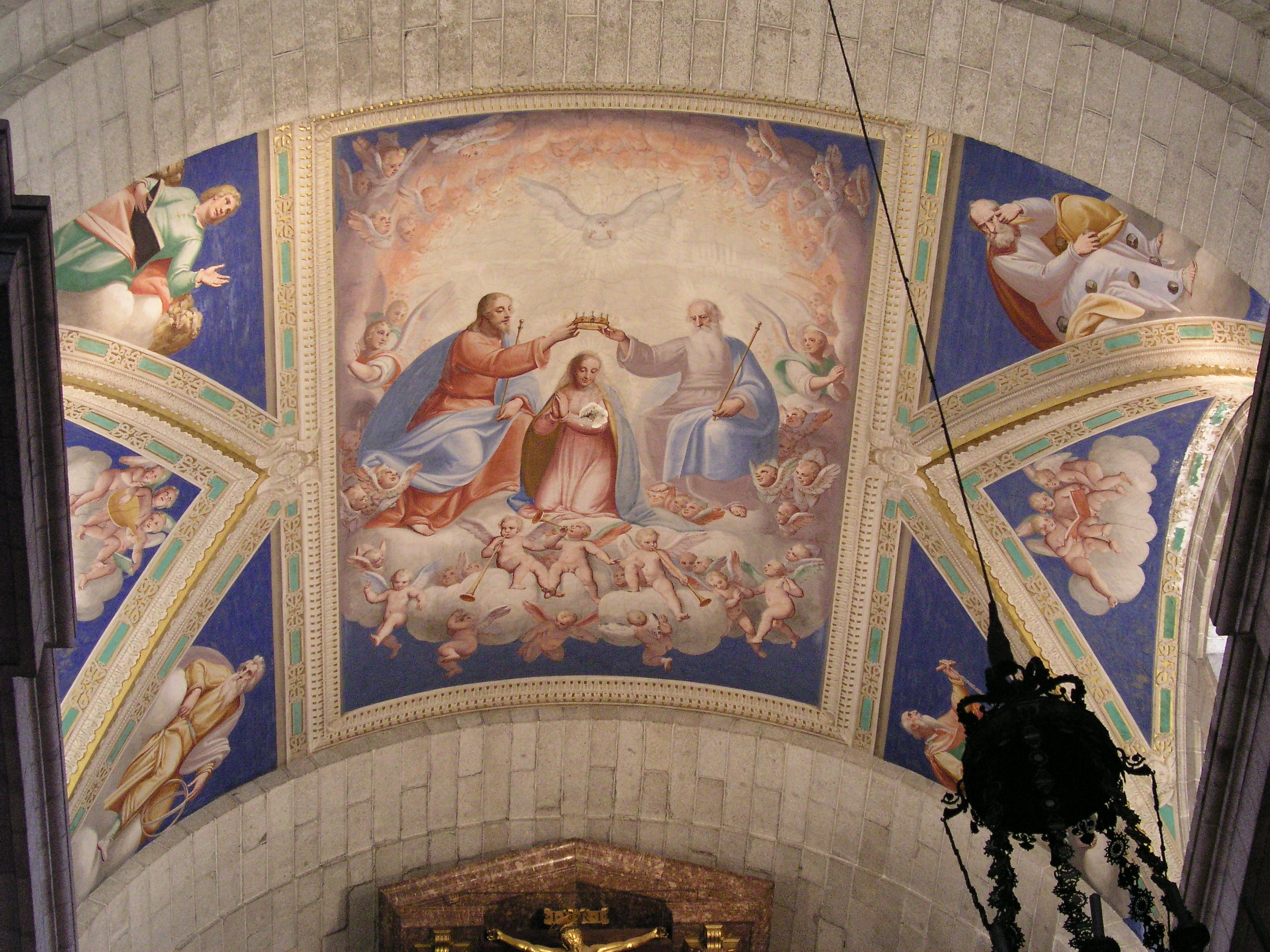
Monastère de l'Escurial (Espagne)
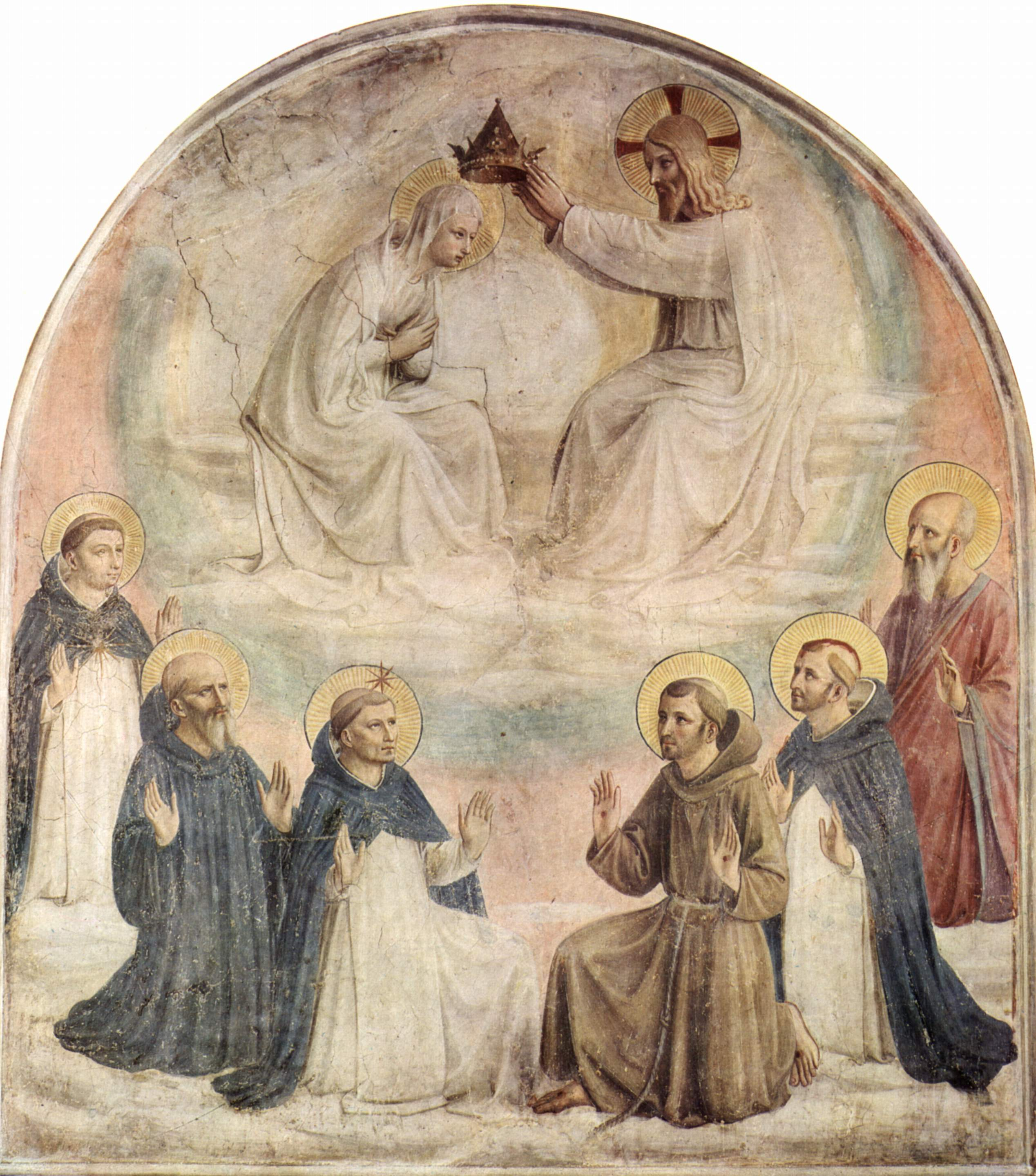
Fra Angelico, 1437-1446, Florence
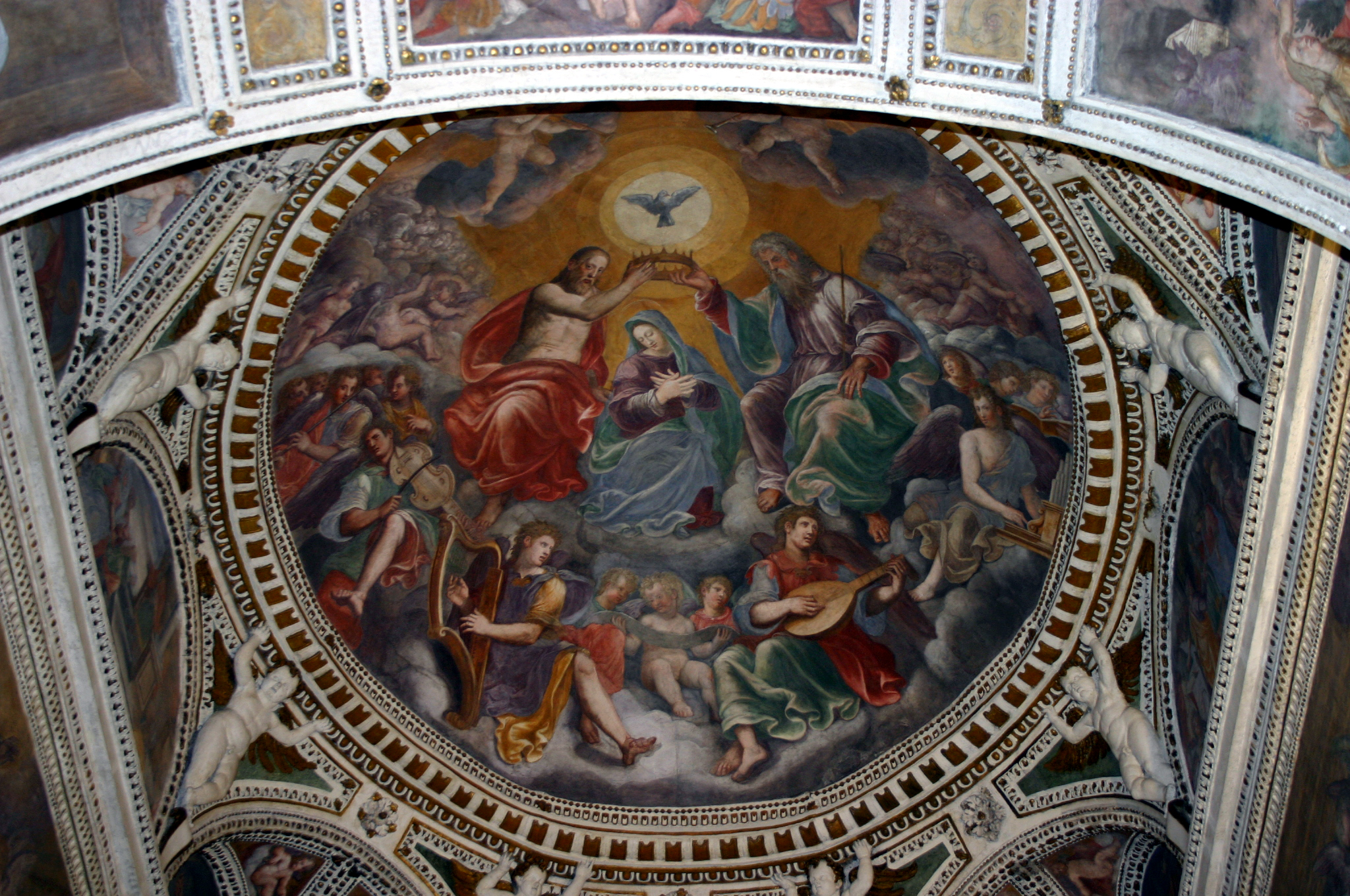
Église Sant'Angelo, Milan (Italie)
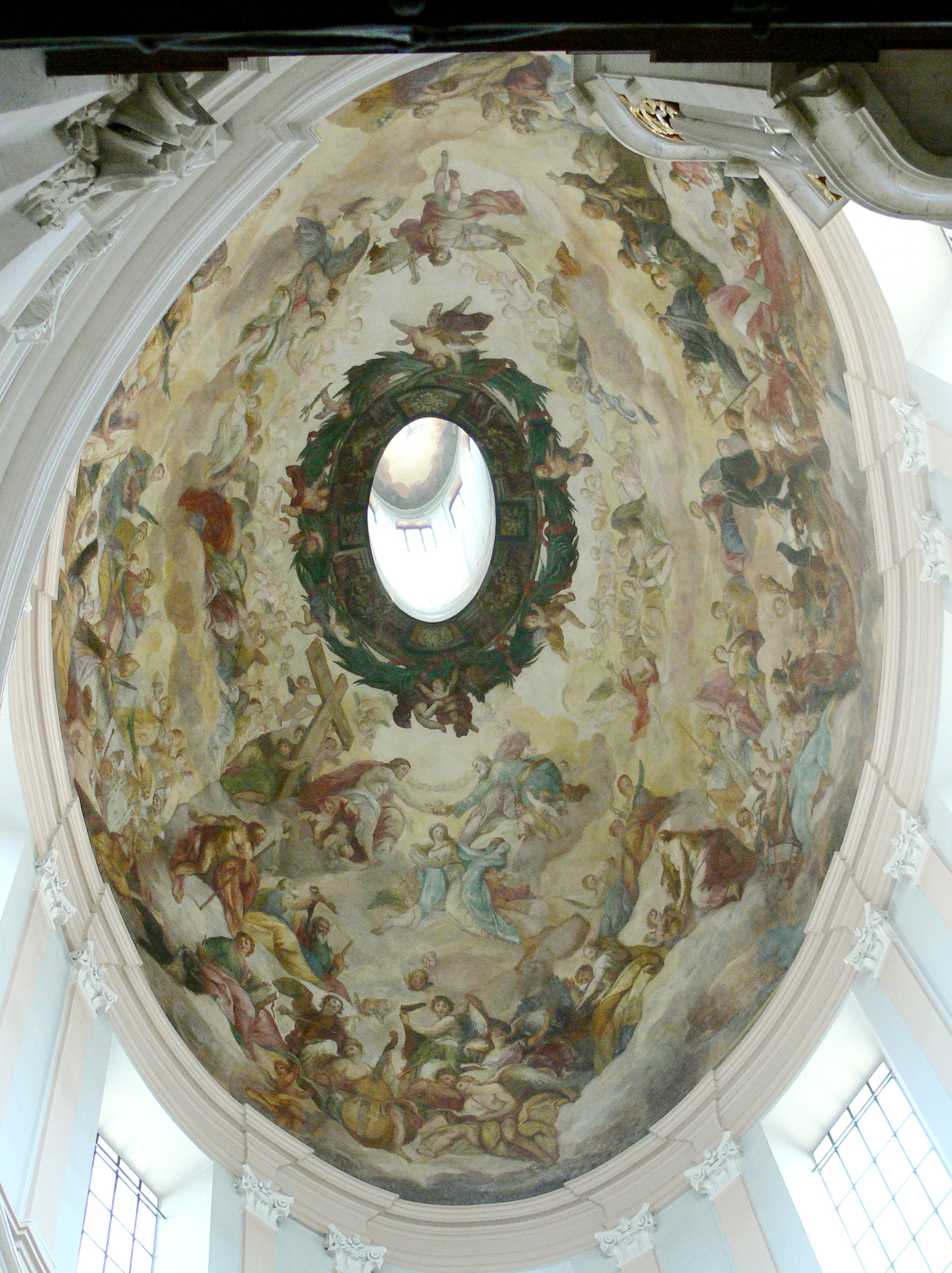
Salzbourg, 1697–1700
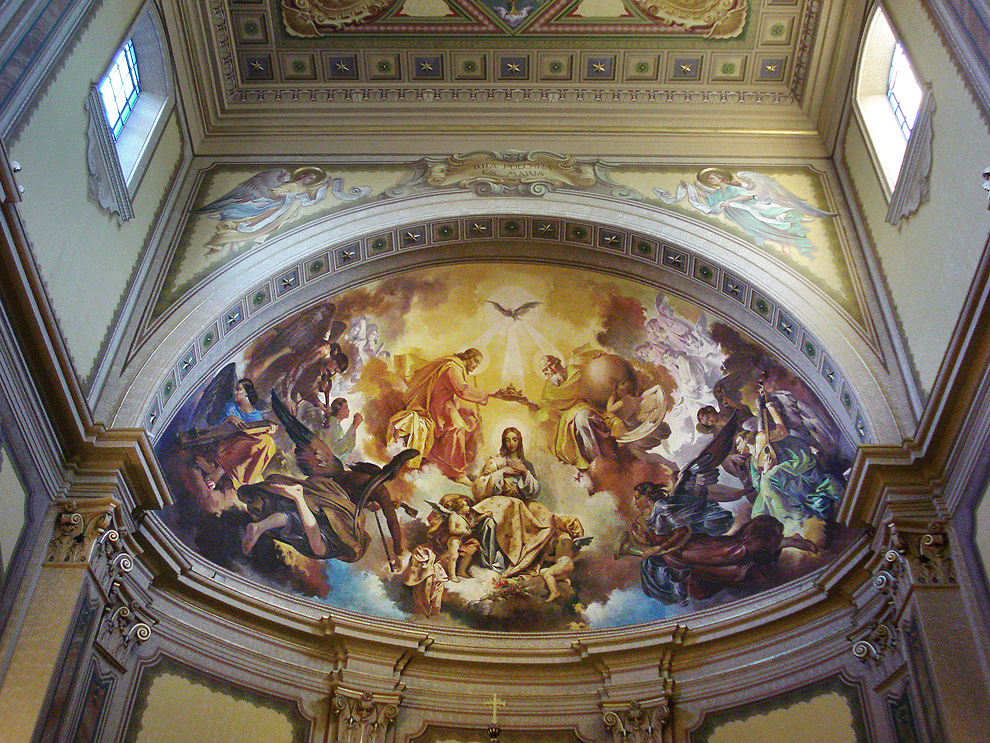
Aldo Locatelli (pt), XXe siècle, Brésil

### Retables

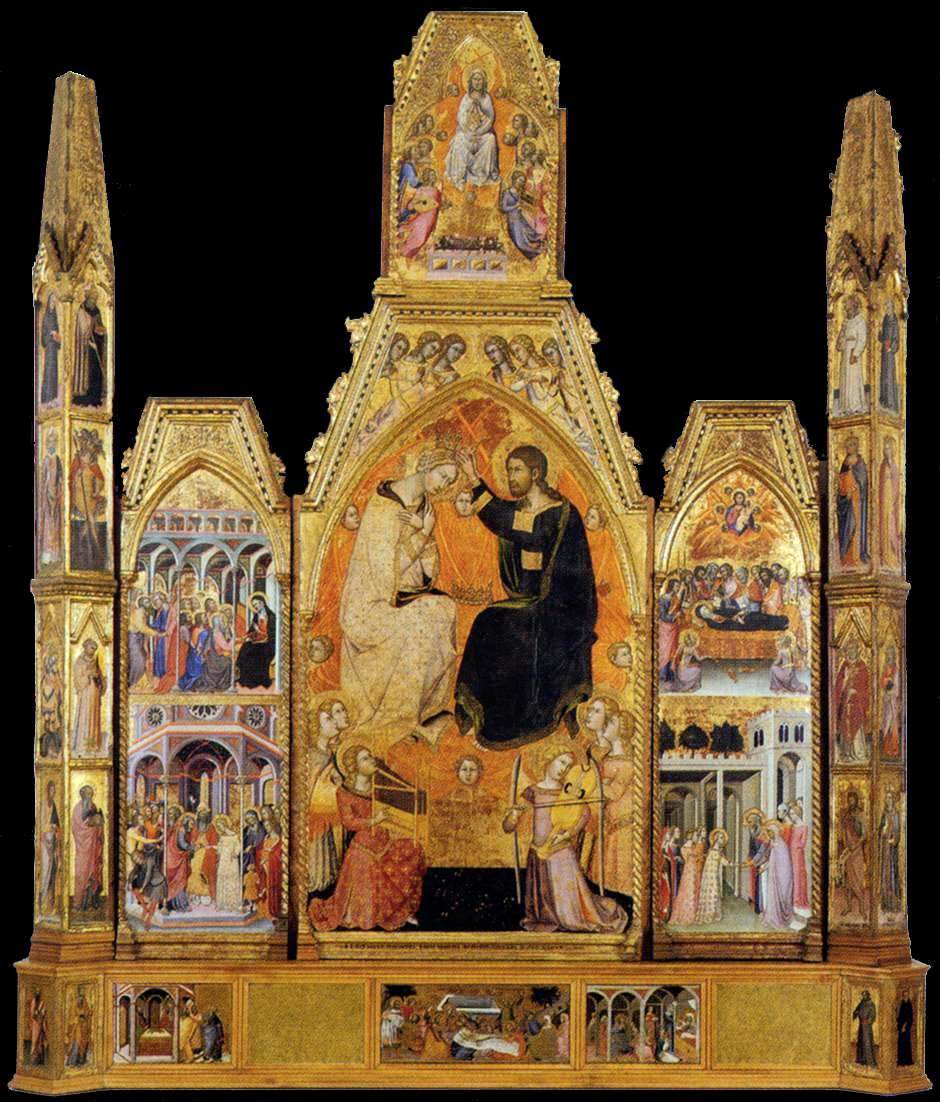
Couronnement de la Vierge, Bartolo di Fredi, 1388
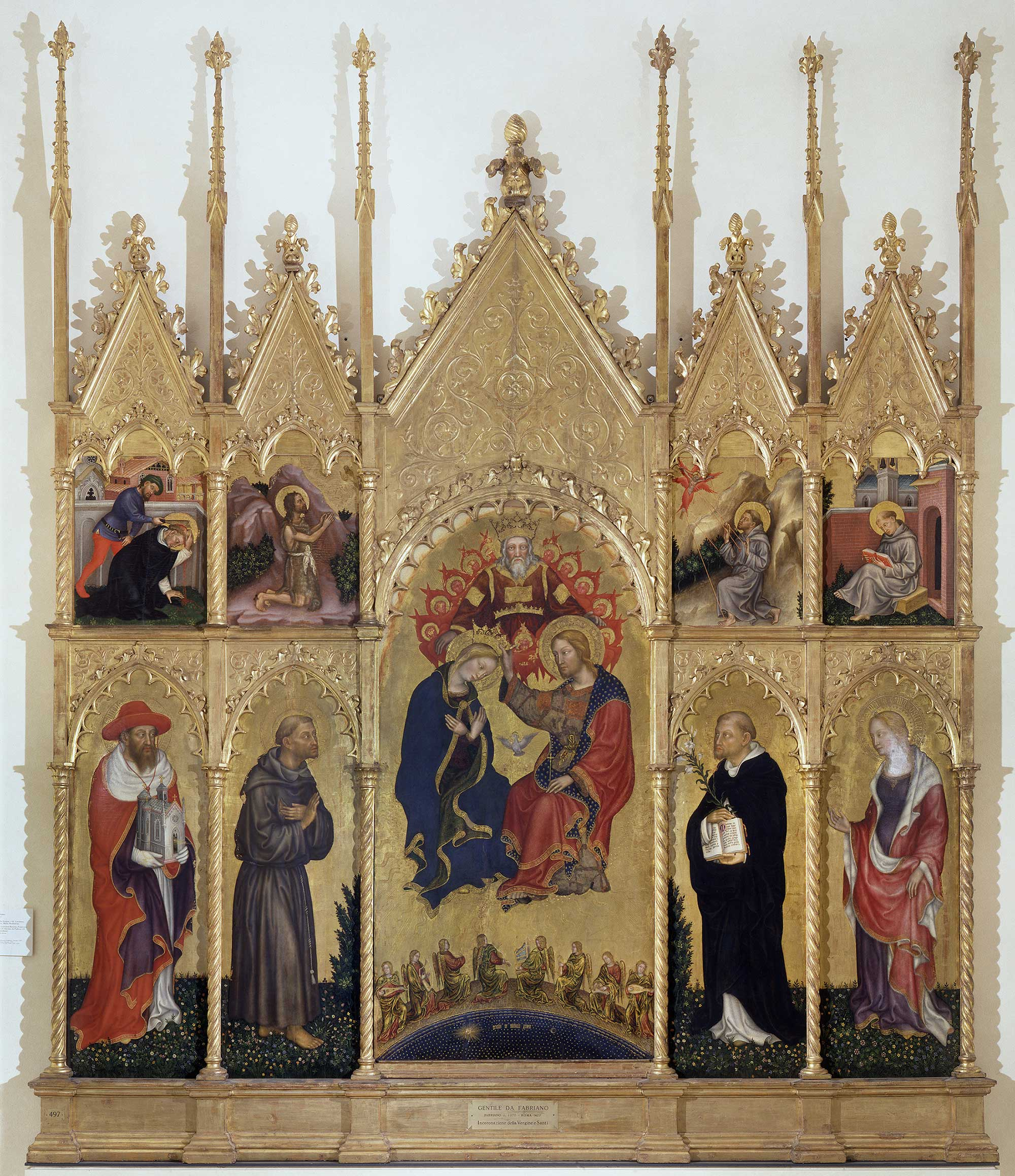
Retable de Gentile da Fabriano vers 1400
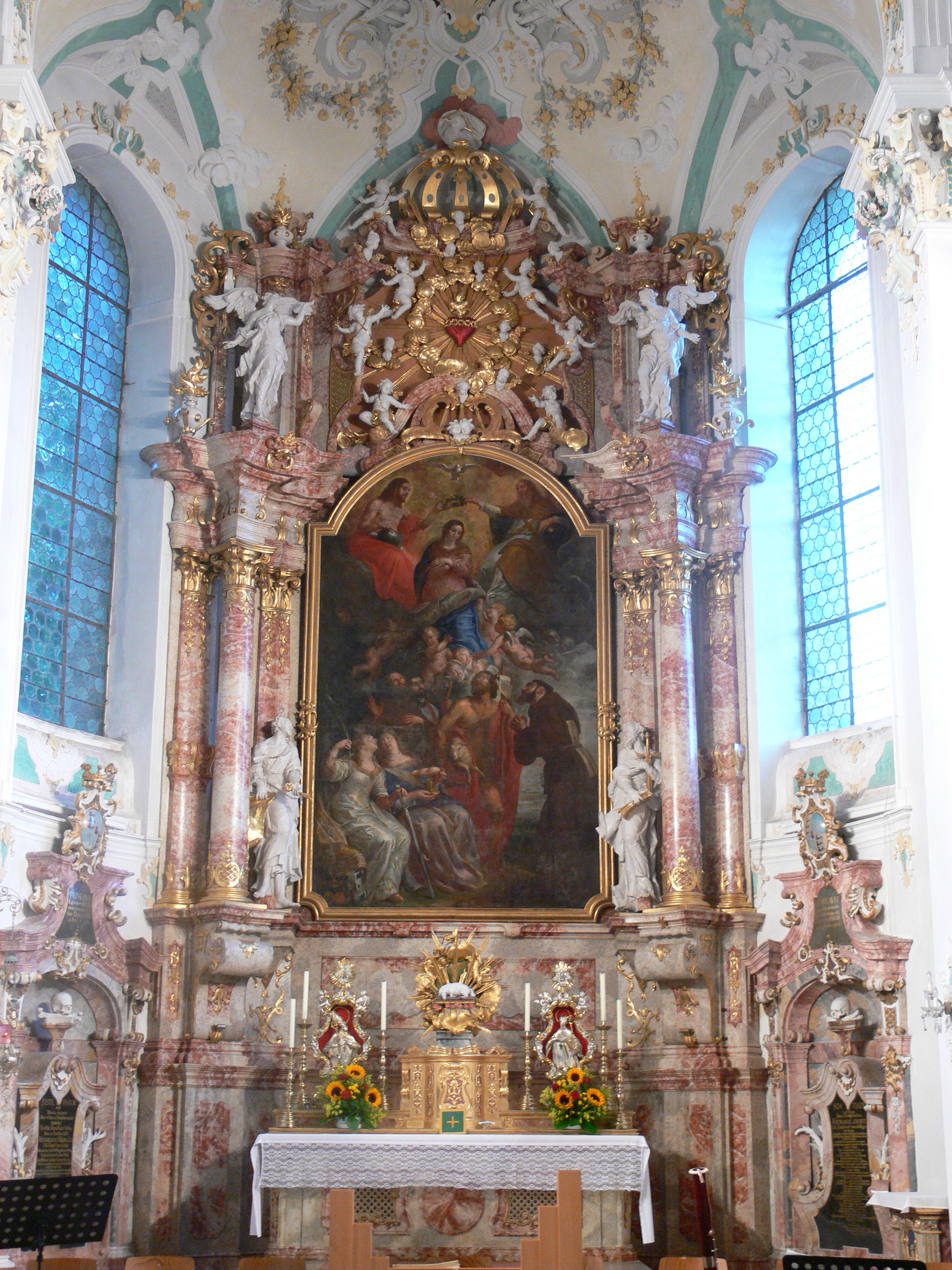
Retable allemand de Johann Peter Heel, XVIIIe siècle
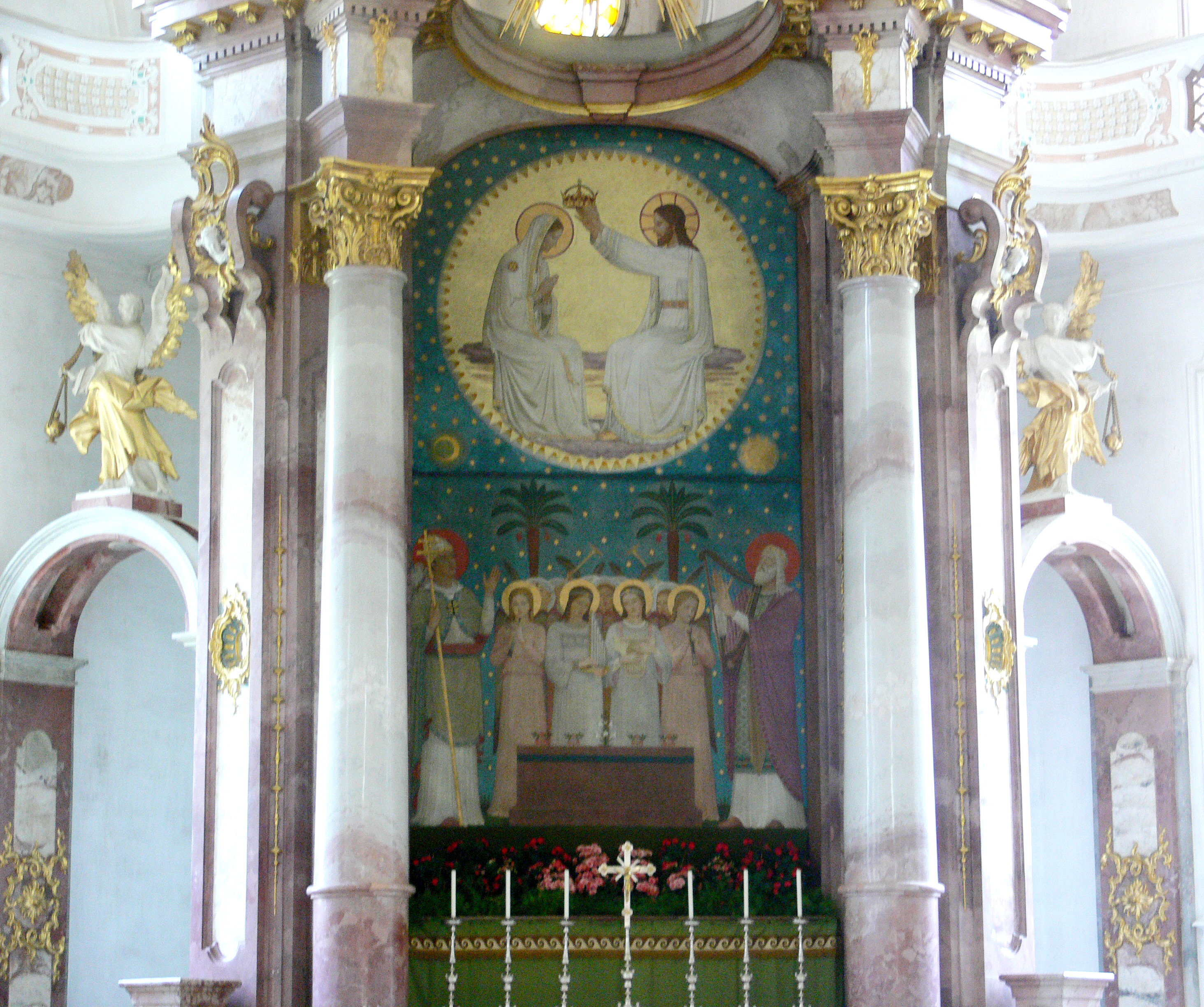
Retable allemand de Gabriel Wüger, XIXe siècle

## Sources
- (en) Cet article est partiellement ou en totalité issu de l’article de Wikipédia en anglais intitulé « Queen of Heaven » (voir la liste des auteurs).